# Krakau

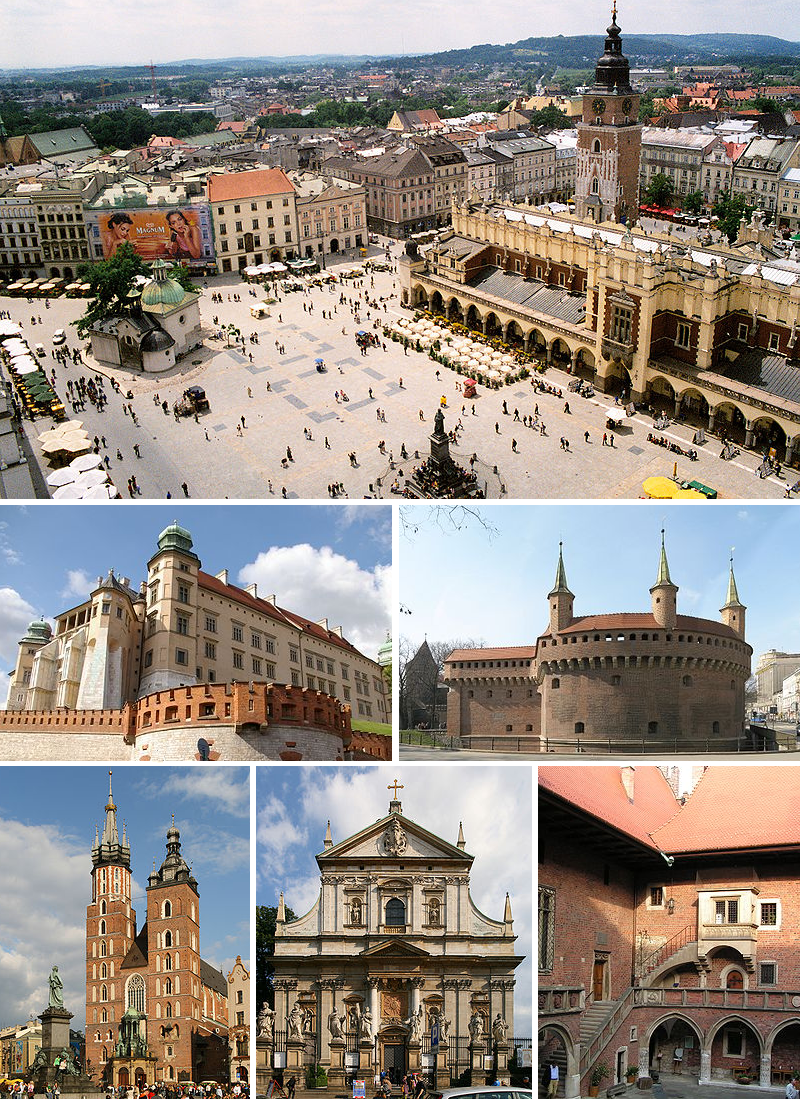
Hauptmarkt (Rynek Główny) mit Tuchhallen, Wawel, Barbakane, Marienkirche, St. Peter und Paul, Collegium Maius

Krakau (polnisch Kraków [ˈkrakuf] ⓘ; jiddisch קראָקע Krake; ukrainisch Краків Krakiw [krɐkiu̯]; nichtamtlicher Name polnisch Stołeczne Królewskie Miasto Kraków ‚Königliche Hauptstadt Krakau‘), die Hauptstadt der Woiwodschaft Kleinpolen, liegt im Süden Polens rund 250 km südwestlich von Warschau und ist mit etwa 780.000 Einwohnern die zweitgrößte Stadt des Landes.
Die kreisfreie Stadt an der oberen Weichsel war bis 1596 Hauptstadt des Königreichs Polen, ist mit der Jagiellonen-Universität Sitz der – nach Prag – zweitältesten mitteleuropäischen Universität und entwickelte sich zu einem Industrie-, Wissenschafts- und Kulturzentrum. Zahlreiche Bauwerke der Gotik, der Renaissance, des Barock und späterer Epochen der Kunstgeschichte prägen das Stadtbild. Dies zeigt sich auch an der ehemaligen Residenz auf dem Wawelhügel mit dem Schloss und der Kathedrale, wo die meisten der Könige Polens sowie zahlreiche Persönlichkeiten von herausragender historischer Bedeutung bestattet sind.
Seit 1978 steht Krakau auf der Liste des UNESCO-Welterbes und seit 2013 trägt es den Titel UNESCO-Literaturstadt. Im Jahr 2000 war Krakau Kulturhauptstadt Europas. 2016 fand in Krakau der Weltjugendtag der katholischen Kirche statt.

## Geographie

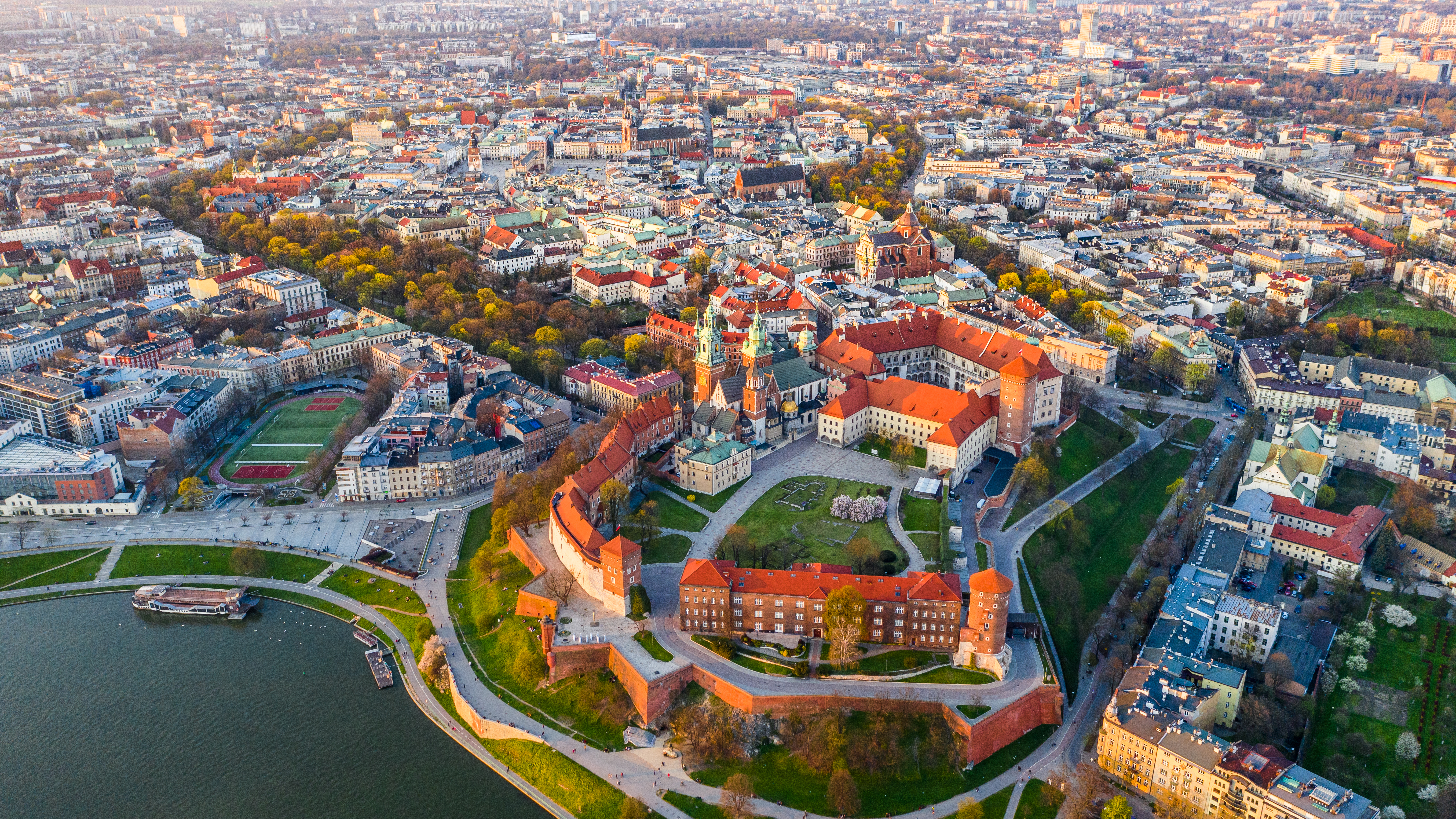
Das Krakauer Stadtzentrum mit Altstadt und Wawelhügel

### Geografische Lage
Krakau liegt in Südpolen, im zentral-westlichen Teil der Woiwodschaft Kleinpolen. Durch die Stadt fließt die Weichsel. Auf dem Stadtgebiet von Krakau münden mehrere Nebenflüsse in die Weichsel: die Białucha (Unterlauf des Prądnik), die Rudawa, die Dłubnia, die Drwina Długa und die Wilga. Krakau befindet sich am Schnittpunkt der geografischen Regionen Krakauer Tor (Kleinpolen), Auschwitzer Becken, Sandomirer Becken, Westbeskiden-Vorgebirge und Krakau-Tschenstochauer Jura.
Die Stadt hat eine Nord-Süd-Ausdehnung von 18 Kilometern und eine Ost-West-Ausdehnung von 31 Kilometern. Innerhalb der Verwaltungsgrenzen von Krakau schneidet sich der Meridian 20°O mit dem Breitengrad 50°N. Das ist der einzige Schnittpunkt von vollen Zehntelgraden in Polen.
Die folgenden Gemeinden (polnisch gmina) grenzen an Krakau: Igołomia-Wawrzeńczyce, Kocmyrzów-Luborzyca, Koniusza, Liszki, Michałowice, Mogilany, Niepołomice, Skawina, Świątniki Górne, Wieliczka, Wielka Wieś, Zabierzów und Zielonki. Diese Gemeinden gehören zu den drei an Krakau angrenzenden Landkreisen (polnisch powiat) Kraków, Wieliczka und Proszowice.

### Stadtgliederung

Karte der 18 Stadtbezirke

Krakau gliedert sich seit 1990 in 18 Stadtbezirke:
| - I. Stare Miasto (Altstadt) - II. Grzegórzki - III. Prądnik Czerwony - IV. Prądnik Biały - V. Krowodrza - VI. Bronowice - VII. Zwierzyniec - VIII. Dębniki - IX. Łagiewniki-Borek Fałęcki | - X. Swoszowice - XI. Podgórze Duchackie - XII. Bieżanów-Prokocim - XIII. Podgórze - XIV. Czyżyny - XV. Mistrzejowice - XVI. Bieńczyce - XVII. Wzgórza Krzesławickie - XVIII. Nowa Huta |

Die Verwaltungsbezirke sind nicht mit den gleichnamigen ehemaligen Orten zu verwechseln, weil sie mehrere ehemalige Orte (Stadtteile) umfassen können. So umfasst etwa der Stadtbezirk I die ursprünglich selbstständigen Städte Kazimierz und Kleparz.

### Klima und Wetter
Krakau liegt an der Schwelle vom atlantischen See- zum Kontinentalklima. Je nach vorherrschender Windrichtung wird das Wetter beeinflusst. Westwinde (~40 Prozent) bringen vor allem im Sommer feuchtes Wetter mit Regen, während Ostwinde (~22 Prozent) besonders im Winter trockene und sehr kalte Witterung hervorrufen. Der Wind weht durchschnittlich mit 11 km/h.
Die mittlere Temperatur im Januar beträgt etwa −2 °C, wobei Tiefsttemperaturen von weniger als −20 °C keine Seltenheit sind. Die mittlere Temperatur im Juli beträgt etwa +19 °C, das Thermometer kann aber auch +35 °C und mehr erreichen. Allgemein ist das Wetter sehr ruhig mit geringen täglichen Schwankungen.
An sehr heißen Sommertagen kann es zu kräftigen Gewittern kommen. In den letzten Jahren haben in der Region die Extremwettererscheinungen zugenommen. Dazu gehören Starkregen mit 50 l/m² oder auch kleine Tornados.
|                       | Jan  | Feb  | Mär  | Apr  | Mai  | Jun  | Jul  | Aug  | Sep  | Okt  | Nov | Dez  |   |      |
| Mittl. Tagesmax. (°C) | −0,4 | 1,6  | 6,8  | 13,5 | 19,1 | 22,4 | 24,3 | 23,5 | 19,5 | 13,1 | 6,5 | 2,2  | ⌀ | 12,7 |
| Mittl. Tagesmin. (°C) | −5,9 | −4,5 | −0,9 | 4,1  | 9,0  | 12,4 | 14,5 | 13,8 | 10,1 | 5,1  | 1,2 | −2,6 | ⌀ | 4,7  |
|                       |      |      |      |      |      |      |      |      |      |      |     |      |   |      |
| Niederschlag (mm)     | 34   | 34   | 33   | 49   | 76   | 94   | 95   | 87   | 50   | 45   | 44  | 38   | Σ | 679  |
|                       |      |      |      |      |      |      |      |      |      |      |     |      |   |      |
| Sonnenstunden (h/d)   | 1,4  | 1,9  | 3,3  | 4,8  | 6,1  | 6,8  | 6,7  | 5,9  | 5,1  | 3,4  | 1,7 | 1,0  | ⌀ | 4    |
|                       |      |      |      |      |      |      |      |      |      |      |     |      |   |      |
| Regentage (d)         | 8    | 7    | 8    | 8    | 11   | 12   | 10   | 9    | 8    | 8    | 9   | 10   | Σ | 108  |
|                       |      |      |      |      |      |      |      |      |      |      |     |      |   |      |
| Luftfeuchtigkeit (%)  | 85   | 84   | 79   | 74   | 72   | 74   | 75   | 76   | 79   | 83   | 86  | 87   | ⌀ | 79,5 |

| −5,9 |

| −4,5 |

| −0,9 |

| 4,1 |

| 9,0 |

| 12,4 |

| 14,5 |

| 13,8 |

| 10,1 |

| 5,1 |

| 1,2 |

| −2,6 |

| −5,9 |

| −4,5 |

| −0,9 |

| 4,1 |

| 9,0 |

| 12,4 |

| 14,5 |

| 13,8 |

| 10,1 |

| 5,1 |

| 1,2 |

| −2,6 |

### Landnutzungsstruktur
Struktur der Landnutzung (2005): Σ 32.684 ha
In Krakau gibt es 43 Parks, mit einer Gesamtfläche von etwa 397 ha. Das macht etwas mehr als 1 % der gesamten Stadtfläche aus.
Die Landschaftsparks Dolinki Krakowskie und Orlich Gniazd, sowie der Bielany-Tyniecer, der Dłubniaer, der Rudnoer und der Tenczyner Landschaftspark gehören zum Komplex der Landschaftsparks der Woiwodschaft Kleinpolen.
Die fünf Naturschutzgebiete Krakaus sind Bielańskie Skałki, Bonarka, Panieńskie Skały, Skałki Przegorzalskie und Skołczanka. Sie nehmen eine Gesamtfläche von 48,6 ha ein. Das sind 0,15 % der Stadtfläche.
Ein Teil des Stadtgebiets liegt innerhalb des Wildtierkorridors der Weichsel.
In Krakau gibt es 17 ausgewiesene ökologische Gebiete. Ökologische Gebiete sind eine der Formen des Naturschutzes in Polen, hier zum Schutz von Überresten von Ökosystemen, die für die Erhaltung der biologischen Vielfalt wichtig sind. Von den 17 ökologischen Gebieten in Krakau befinden sich 16 vollständig innerhalb der Stadt und eines, nämlich Uroczysko w Rząsce, teilweise auch in der Nachbargemeinde Gmina Zabierzów. Uroczysko w Rząsce (deutsch: Rząsceist-Wildnis) wurde 2001 gegründet und ist somit das älteste ökologische Gebiet in Krakau. Die größte Fläche (von allen in Krakau gelegenen) nimmt mit 57,17 ha Łąki Nowohuckie (deutsch: Neue Hütte-Wiesen) ein und die kleinste mit 0,39 ha Staw w Rajsku (deutsch: Rajskoer Teich). Die meisten ökologischen Gebiete Krakaus befinden sich im VIII. Bezirk Dębniki.

## Geschichte

### Vorgeschichte und frühes Mittelalter

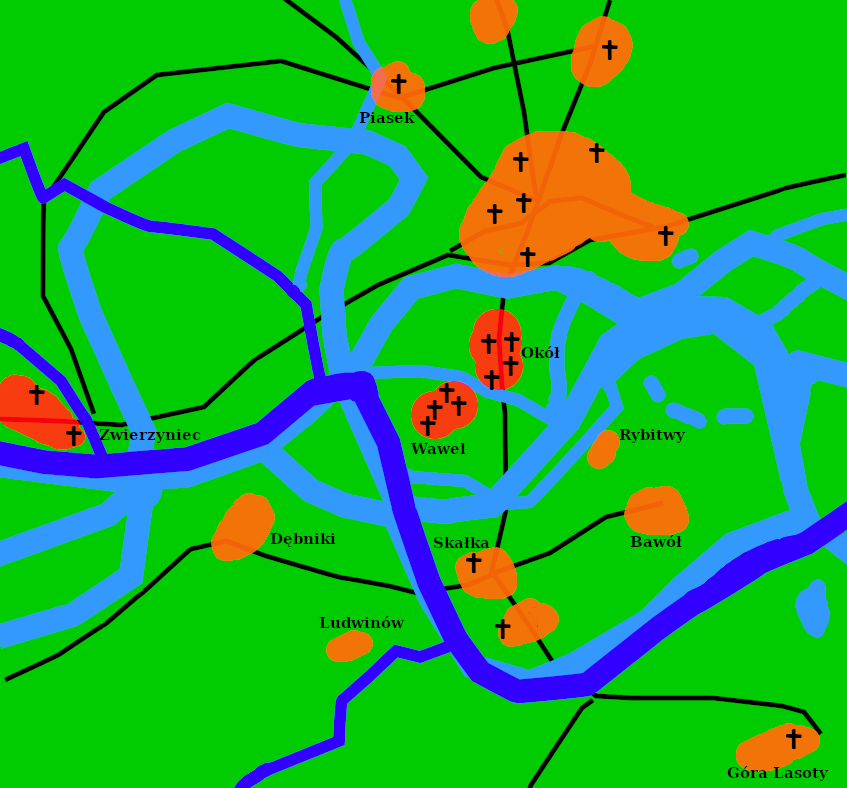
Die Umgebung von Krakau vor Verleihung des Stadtrechts

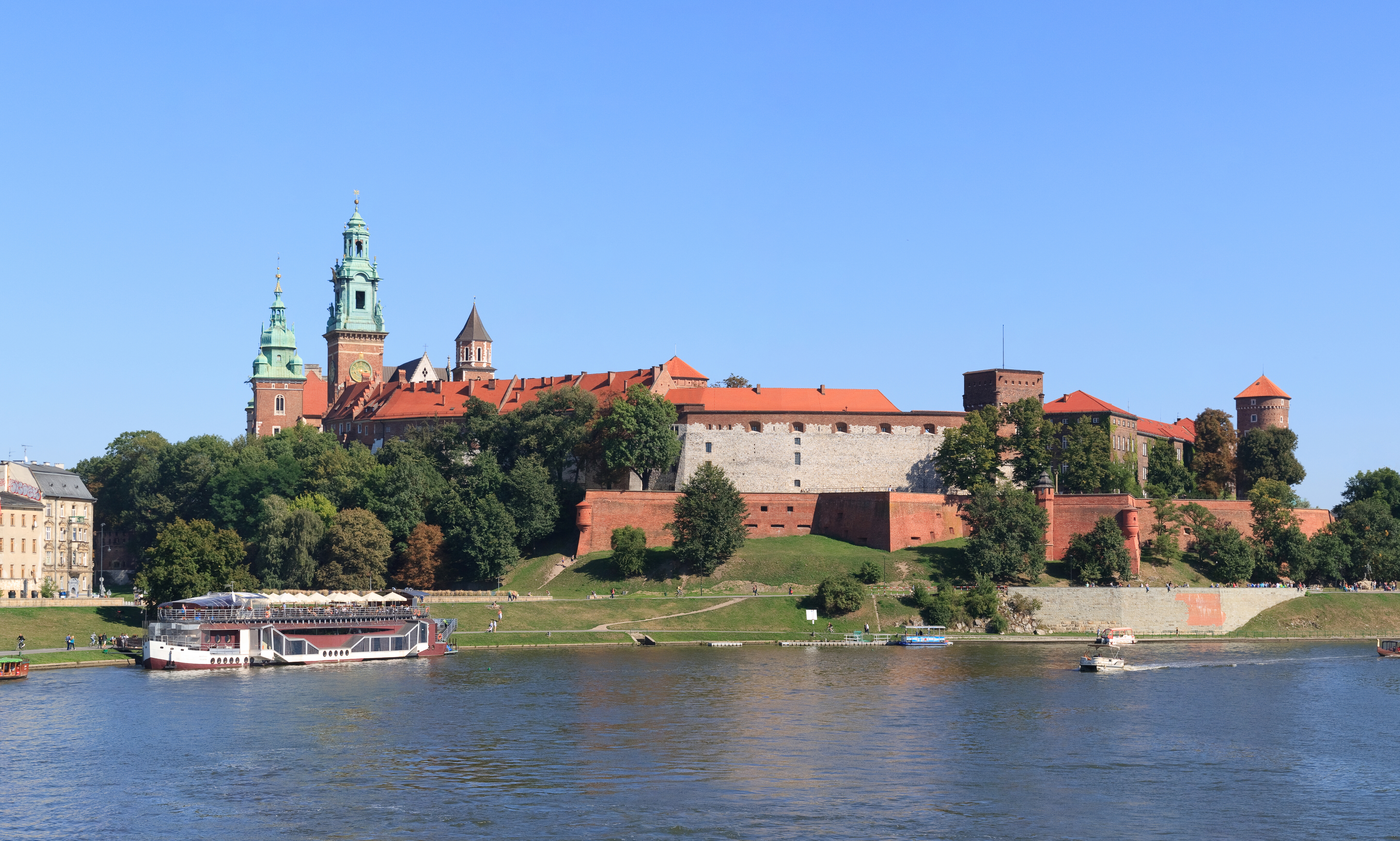
Blick von der Weichsel auf den Wawel

Die Wawelanhöhe, auf der das Schloss und die Kathedrale stehen, wurde bereits vor 20.000 Jahren besiedelt. In der Nähe von Krakau bauten die Menschen bereits in prähistorischen Zeiten Salz ab und handelten damit.
Nach dem von Wincenty Kadłubek aufgezeichneten Gründungsmythos der Stadt „errichtete Stammesfürst Krak die Stadt auf dem Wawelhügel über einer Drachenhöhle, nachdem er den dort hausenden Drachen getötet hatte“. Aus dieser Zeit stammen zwei Kurgane, in denen der Überlieferung zufolge Krak und seine Tochter Wanda ihre letzte Ruhestätte gefunden haben sollen.
Im 9. Jahrhundert werden die slawischen Wislanen in der Gegend um Krakau von Method von Saloniki erwähnt. Im 9. Jahrhundert in der Umgegend der späteren Stadt werden auch Chrobaten erwähnt – die Beziehung zwischen Wislanen und Chrobaten ist von Forschern umstritten. Beide wurden als zeitweise zum Großmährischen Reich zugehörig beschrieben. Großmährische Chroniken berichten, dass Kyrill und Method dem (unbenannten, aber mächtigen) Herrscher der Wislanen die christliche Taufe angeraten haben.
Es ist nicht bekannt, ob dieser das Angebot annahm. Doch soll bereits zu dieser Zeit die erste Kirche in Krakau an der Stelle eines heidnischen Kultortes (Standort der späteren Andreaskirche) errichtet worden sein. Im Jahr 965 wurde Krakau von dem arabisch-jüdischen Kaufmann Ibrahim ibn Yaqub zum ersten Mal urkundlich erwähnt – höchstwahrscheinlich gehörte damals das Gebiet der Wislanen bzw. Weißen Chrobaten zu Böhmen. Spätestens 989/990 gehörte Krakau bereits mit Sicherheit zu Mieszkos (dem ersten historisch belegten Herrscher Polens) Staat, obwohl einige Forscher dieses Datum auf die Zeit kurz nach dem Tod von Mieszkos Frau Dubrawka, also zwischen 977 und 981, verschieben.
Ende des 10. Jahrhunderts war Krakau bereits ein bedeutender Handelsplatz und wurde im Jahr 1000 von Boleslaus I. dem Tapferen (Bolesław I. Chrobry) zum Sitz des Bistums Krakau erhoben. Die ersten steinernen Gebäude wurden errichtet (eine Burg auf dem Wawelhügel und mehrere romanische Sakralbauten).

### Hochmittelalter
Unter Kasimir I. dem Erneuerer wurde Krakau 1038 Hauptstadt Polens. Kasimir verließ das von dem tschechischen Herrscher Břetislav I. zerstörte Gnesen und verlegte den Herrschersitz nach Krakau. Gleichwohl blieb Gnesen Sitz des wichtigsten polnischen Erzbistums und damit des polnischen Primas. Wegen seiner neuen Rolle als polnische Hauptstadt entwickelte sich Krakau im 11. Jahrhundert sehr schnell. Es entstanden zahlreiche romanische Bauten, u. a. die Marienrotunde auf dem Wawel und die Kirchen St. Adalbert und St. Andreas, die Benediktinerabtei Tyniec und das Prämonstratenserinnenkloster sowie der Stadtteil Okół nordöstlich des Wawel um den heutigen Maria-Magdalena-Platz.
In dieser Zeit kam es aber auch zum Konflikt der weltlichen mit der kirchlichen Macht in Polen, der darin mündete, dass König Boleslaus II. der Kühne, der Sohn Kasimirs I., den Erzbischof Stanislaus in der Michaeliskirche 1079 erschlug. Stanislaus wurde zu einem der ersten Schutzpatrone Polens. Boleslaus II. musste aus Polen fliehen und wurde später in Ungarn vergiftet. Sein Bruder Ladislaus I. Hermann, der ihm 1079 auf den Thron folgte, verlegte für kurze Zeit die Hauptstadt weiter nach Płock. In der Płocker Kathedrale sind Ladislaus Hermann und sein Sohn Boleslaus III. Schiefmund beigesetzt.

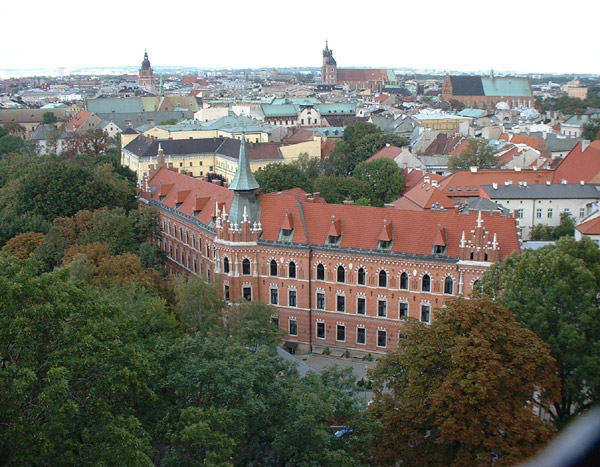
Blick vom Wawel auf die Altstadt

Doch bereits Anfang des 12. Jahrhunderts sicherte sich Krakau wieder die Stellung der polnischen Hauptstadt. Nach dem Tod von Boleslaus III. war Krakau von 1138 bis 1320 Hauptstadt des Seniorats Polen. Die Krakauer Herzöge waren im Rahmen der Senioratsverfassung den übrigen polnischen Teilherzögen übergeordnet und versuchten das Königreich Polen wiederzuvereinen. In dieser Zeit wanderten viele Juden und Deutsche nach Krakau ein und erwarben das Bürgerrecht. 1228 wurde Petrus scultetus Cracoviensis (Schulz von Krakau) erwähnt, ein erstes Indiz für die Präsenz des deutschen Stadtrechts.
Im 13. Jahrhundert wurde Krakau mehrmals von den Tataren, wie man sie damals bezeichnete (eigentlich waren es Mongolen), belagert. Besonders verheerend war der erste Überfall der Mongolen (Mongolensturm) im Jahr 1241, den nur die Wawelburg und der Stadtteil Okół überstanden. Die Bürger konnten in der Andreaskirche und auf der Burg Schutz finden.
1257 wurde Krakau von Herzog Boleslaus dem Schamhaften nach Magdeburger Stadtrecht neugegründet und wiederaufgebaut. In dieser Zeit wurden die Marktplätze und das schachbrettartige Straßennetz der Altstadt abgesteckt, in dem ältere Fragmente, wie die Marienkirche oder die Grodzka-Straße, eingebettet waren. Boleslaus der Schamhafte und seine Frau, die Heilige Kunigunde, förderten den Salzabbau in Bochnia und Wieliczka. Damit legten sie die Basis für den Reichtum der Stadt im Spätmittelalter. 1281 erfolgte der letzte große Mongolenangriff auf Krakau, den die Bürger jedoch abwehren konnten. An dieses Ereignis erinnern das Hejnał-Turmbläsersignal und die Figur des Lajkonik.
Im Jahr 1311 erhob sich die deutsche Bürgerschaft unter Führung des Vogtes Albert gegen den polnischen Seniorherzog Ladislaus I. Ellenlang. Nachdem er den Aufstand niedergeschlagen hatte, verbannte Ladislaus die meisten Deutschen aus der Stadt und ließ einige von ihnen hinrichten. Die Nationalität der Bürger wurde durch ein Schibboleth überprüft: Als Deutscher galt, wer soczewica, koło, miele, młyn nicht fehlerfrei aussprechen konnte.
Laut dem britischen Historiker Norman Davies zeigten sich bei der Auseinandersetzung erste Züge eines polnischen Chauvinismus. Um 1480 waren wieder 36 Prozent der Einwohner mit Stadtrecht deutschsprachig und in der prächtigsten Pfarrkirche, der Marienkirche, wurde deutsch gepredigt – bis auf königlichen Erlass hin die deutschen Predigten im Jahr 1537 in die Barbarakirche verlegt wurden.
Im Jahr 1356 wurde durch Kasimir den Großen der Krakauer Oberhof als Oberhof für Magdeburger Recht eingerichtet, er bestand bis 1794.
Weitere Repressionen gegen die Stadt waren der Entzug der Ratswahl und die Gründung von benachbarten Konkurrenzstädten wie Kazimierz und Kleparz. Die politischen Aspirationen der Städte, insbesondere von Krakau, wurden dadurch dauerhaft gebrochen. 1320 wurde in der Wawelkathedrale mit Ladislaus I. Ellenlang zum ersten Mal seit der Teilung im Jahr 1138 wieder ein polnischer König gekrönt. Krakau blieb Krönungs- und Begräbnisstätte der polnischen Könige bis 1734, im 16. Jahrhundert allerdings wurde Warschau Hauptstadt.
Seit 1150 existierte eine Lateinschule des Krakauer Erzbistums und Kasimir III. der Große – der Sohn von Ladislaus Ellenlang – gründete 1364 die Krakauer Akademie (die spätere Jagiellonen-Universität), die damit nach der Universität Prag die zweitälteste in Mitteleuropa ist.
Kasimir der Große gründete die Vorstädte Kazimierz (1335) und Kleparz (1366) und ließ die Wawelkathedrale und viele andere Kirchen im gotischen Stil umbauen bzw. neu errichten.
Zu seiner Zeit kamen nach den Pestpogromen von 1348/49 besonders viele Juden nach Polen und Krakau, denen Kasimir III. weitgehende Privilegien und in der Ausweitung des Kalischer Toleranzedikts von 1265 die Religionsfreiheit zusicherte. Entgegen einem weit verbreiteten Irrglauben siedelten sich die Juden zunächst nicht in Kazimierz an, sondern im heutigen Universitätsviertel um die St.-Anna-Straße.
Während der Herrschaft von Ladislaus (Władysław) II. Jagiełło Ende des 14. Jahrhunderts wurde Krakau Mitglied der Hanse, verließ diese aber 1478 wieder.

### Spätmittelalter

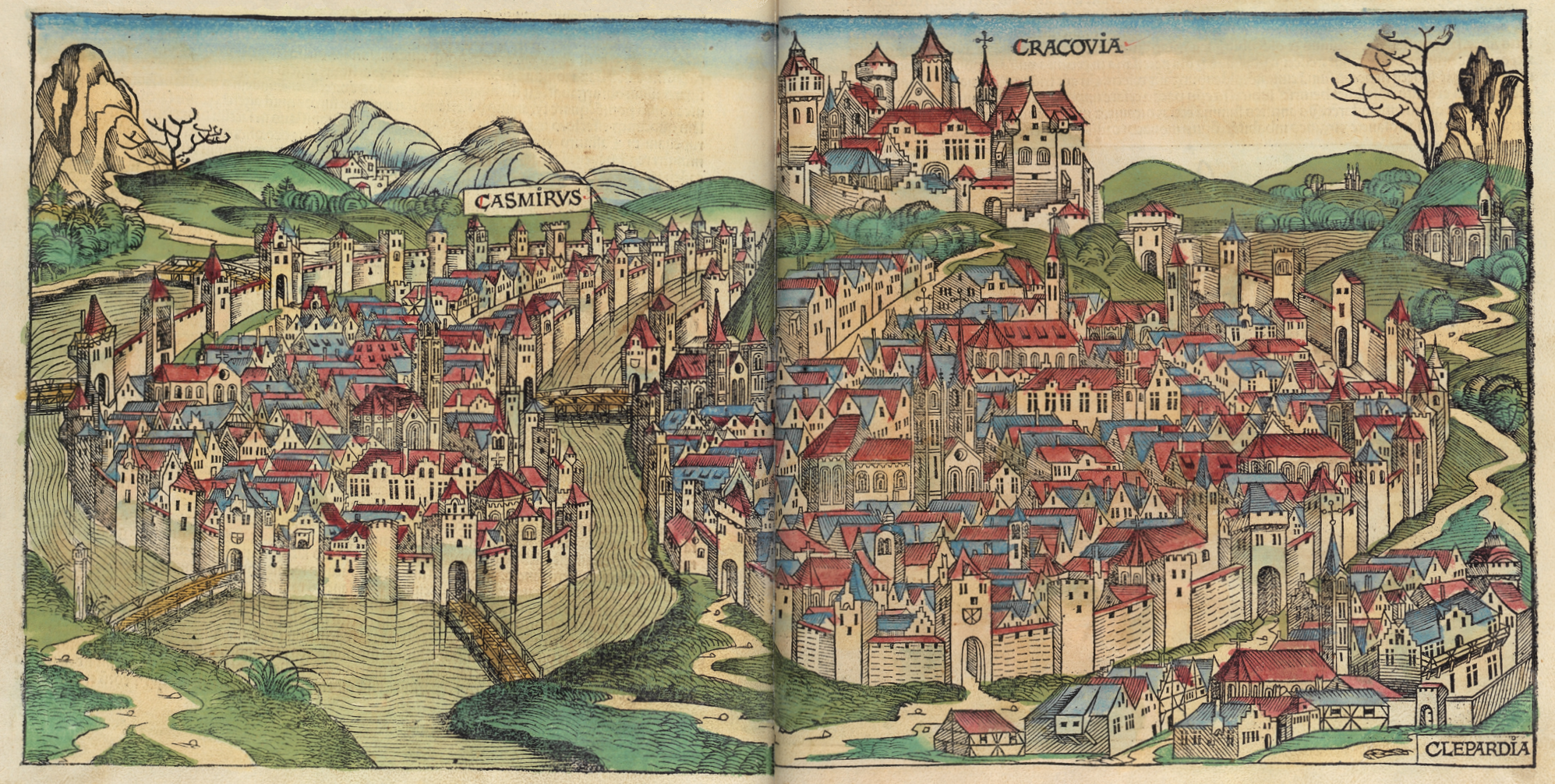
Stadtansicht in der Schedel’schen Weltchronik von 1493

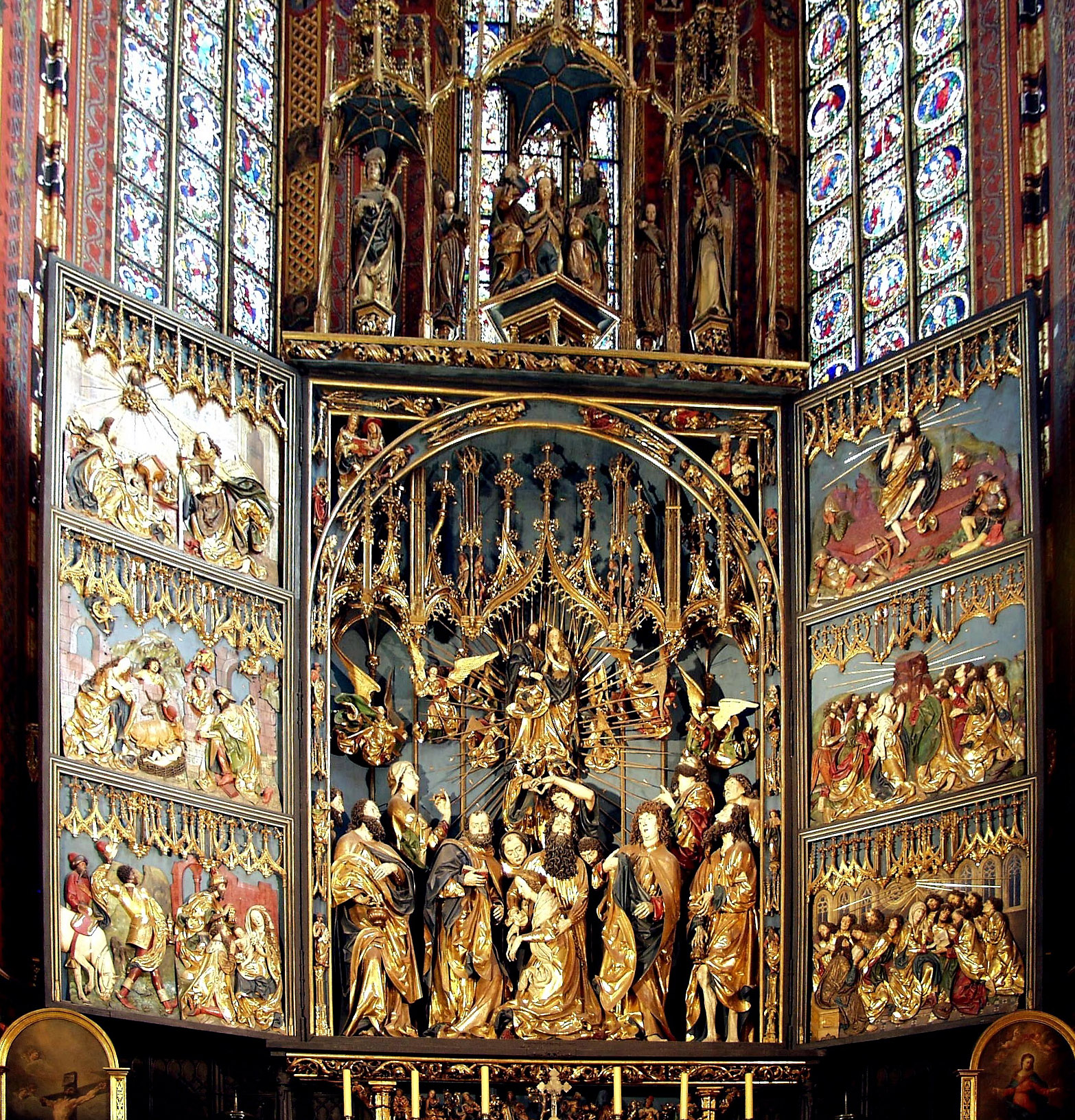
Hochaltar in der Marienkirche, Hauptwerk von Veit Stoß

Nach dem Tod Kasimirs III. des Großen 1370 kam sein Neffe Ludwig von Anjou an die Macht, der zugleich König von Ungarn war. Nach dessen Tod bestieg die 12-jährige Hedwig 1384 den polnischen Thron als König (nicht Königin). Sie heiratete den litauischen Großfürsten Ladislaus (Władysław) II. Jagiełło und legte damit den Grundstein für die Union zwischen beiden Staaten. Sie verstarb sehr jung 1399 und vererbte ihr ganzes Vermögen der Krakauer Universität. Ihr Ehemann Władysław II. Jagiełło besiegte 1410 den Deutschen Orden bei Tannenberg militärisch und 1416 auf dem Konzil von Konstanz juristisch. Nach der polnisch-litauischen Union von Krewo 1385 entwickelte sich Krakau als Hauptstadt einer der größten europäischen Kontinentalmächte ökonomisch, kulturell, wissenschaftlich und urban. Władysław II. Jagiełło gilt als Stammvater der Dynastie der Jagiellonen, die in Polen-Litauen, dem Königreich Böhmen und Ungarn regierten und starke familiäre Beziehungen mit Habsburg, Wittelsbach und Vasa unterhielten. Unter ihrer Herrschaft wuchs Krakau weiter und trat der Hanse bei.
Der Fürstbischof regierte sehr geschickt ab 1434 für die minderjährigen Söhne Władysław II. Jagiełłos, Władysław III. von Warna und Kasimir IV. Jagiello. Unter letzterem blühte Krakau in der Spätgotik auf. Von den zahlreichen Kindern des Ehepaares – seine Frau Elisabeth von Habsburg wurde Mutter der Jagiellonen genannt – wurden allein vier Könige; sieben weitere bekleideten wichtige Kirchenämter oder heirateten in meist deutsche Adelsgeschlechter ein. Als Folge davon sind fast alle gegenwärtigen europäischen Monarchen mit Kasimir IV. und Elisabeth verwandt. Der italienische Humanist Kallimachus, der aus politisch-religiösen Gründen aus Rom nach Krakau geflohen war, erzog die Kinder.
1475 warb der bayerische Herzog Georg der Reiche, der Erbe des Herzogtums Bayern-Landshut, um die Hand von Hedwig Jagiellonica (Jadwiga Jagiellonka). Nach einer zweimonatigen Reise fand in Landshut die Landshuter Fürstenhochzeit statt.
Viele Gelehrte und Künstler aus dem deutschsprachigen Raum, meist aus Franken, gingen nach Krakau, so auch Buchdrucker. Kasper Straube war 1473 der erste, aber erst Johann Haller konnte eine Druckpresse für längere Zeit in Krakau betreiben. 1488 gründete der Humanist Conrad Celtis die Sodalitas Litterarum Vistulana, eine Gelehrtengesellschaft nach Vorbild der Römischen Akademie. 1489 beendete Veit Stoß (poln. Wit Stwosz) aus Nürnberg die Arbeit am Hochaltar der Krakauer Marienkirche und fertigte dann den Marmorsarkophag für Kasimir IV. Jagiellonicus, Kallimachus sowie für Bischöfe von Krakau und Posen. Auch zahlreiche andere Künstler aus Italien, Holland und Süddeutschland kamen in der Zeit Kasimirs IV. nach Krakau und arbeiteten im Stil der Spätgotik und Renaissance. Drei seiner Söhne waren nacheinander polnische Könige, der älteste aber König von Böhmen und Ungarn.
Die Könige Alexander und Jan I. Olbracht ließen die Stadtbefestigung gegen einen befürchteten Türkenansturm ausbauen und um die Barbakane 1499 ergänzen und legten in Kazimierz den Grundstein für das neue jüdische Viertel (oppidum judaeorum), in dem die Alte Synagoge im Renaissancestil errichtet wurde. Ihr jüngerer Bruder Sigismund I. der Alte und dessen Sohn Sigismund II. August bauten Krakau zum Machtzentrum der jagiellonischen Länder in Polen-Litauen und Tschechien-Ungarn aus. Zu dieser Zeit zählte Krakau ca. 30.000 Einwohner. Aus dieser kulturellen Blütezeit der Stadt ist eine Vielzahl von Baudenkmälern und Kunstschätzen der Gotik und Renaissance erhalten. Insbesondere der Schlosskomplex auf dem Wawelhügel und die befestigte Altstadt – Barbakane, Tuchhallen, Bürgerhäuser etc. Auch die Universität erlebte in dieser Zeit ihre Blüte. Hier studierte Ende des 15. Jahrhunderts Nikolaus Kopernikus zusammen mit zahlreichen deutschsprachigen Gelehrten.

### Frühe Neuzeit

Leonardo da Vincis Dame mit dem Hermelin, Czartoryski-Museum, Krakau

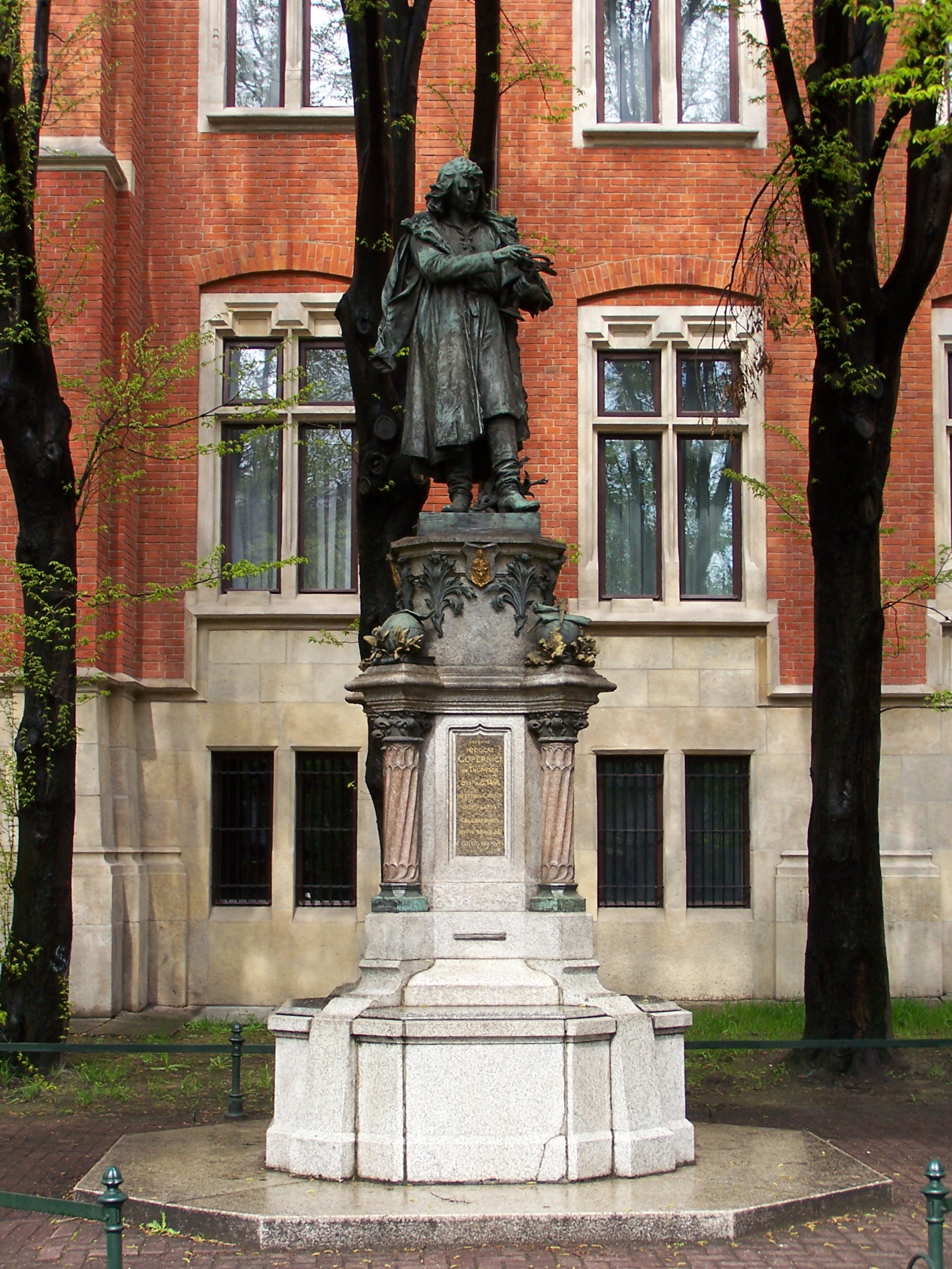
Denkmal für Nikolaus Kopernikus vor dem Collegium Novum der Universität Krakau

Sigismund I. der Alte ließ das 1499 niedergebrannte gotische Königsschloss, das Kasimir der Große errichtet hatte, von den florentinischen Meistern Francesco Fiorentino und Bartolomeo Berrecci im Stil der Renaissance wiederaufbauen. Die Sigismundkapelle auf dem Wawel von Berrecci gilt als schönstes Bauwerk der italienischen Renaissance außerhalb Italiens. Das Werk Berreccis war so überragend, dass einer seiner Landsleute, der ebenfalls als Künstler an den Krakauer Hof gekommen war, diesen 1534 aus Neid auf dem Krakauer Marktplatz niederstach. Berrecci wurde mit großen Ehren in der Fronleichnamskirche in Kazimierz beigesetzt.
Sigismund I. heiratete Bona Sforza aus Mailand, die viele italienische Künstler an den Krakauer Hof brachte. Aber auch Deutsche, Niederländer und Polen waren unter Sigismund I. in Krakau künstlerisch aktiv. 1505 sind im Balthasar-Behem-Kodex die Statuten der deutschsprachigen Bürger-Gilden beschrieben. 1520 veranlasste Johann Beheim die Herstellung der bisher größten polnischen Kirchenglocke (Stand 2015), der Sigismund-Glocke. Peter Vischer aus Nürnberg eröffnete eine Bronzegießerei in Krakau. Stanislaus Samostrzelnik schuf viele Renaissancefresken in den Krakauer Kirchen. Im gleichen Zeitraum war Hans Dürer, der jüngere Bruder Albrecht Dürers, Hofmaler bei Sigismund I. dem Alten. Hans von Kulmbach malte den Johannes-Altar der Marienkirche.
1525 huldigte Albrecht, der Hochmeister des Deutschen Ordens, dem polnischen König auf dem Krakauer Marktplatz und wandelte auf Anraten Martin Luthers und mit Billigung des polnischen Königs den Ordensstaat in ein polnisches Lehen um. Albrecht schuf mit diesem Herzogtum Preußen als polnischem Lehen das erste Gebiet, das den lutherischen Glauben annahm. Die Konflikte um Reformation und Gegenreformation wirkten sich auch bald auf Krakau aus. Die ersten protestantischen Andachten wurden in den Jahren 1545 und 1547 gepredigt.
In der zweiten Hälfte des 16. Jahrhunderts existierte dort auch eine reformierte Gemeinde, sowie nach der Spaltung darin, ab 16. Oktober 1562 die erste Gemeinde der Polnischen Brüder. Nach der königlichen Erlaubnis wurde im Jahr 1572 die evangelische Johannes-Kirche eröffnet. Am 23. Mai 1591 wurde sie von der katholischen Plebs zerstört. Danach wurde der Sitz der Gemeinde nach Aleksandrowice verlegt. Das Geschehen gilt als der Wendepunkt in der polnischen Gegenreformation.
Sigismund II. August wurde 1530 zu Lebzeiten seines Vaters König von Polen und regierte bis zu dessen Tod 1548 mit diesem gemeinsam. Auf Anraten von Königin Bona Sforza holte auch er viele italienische Künstler nach Krakau, unter denen die Brüder Santi und Monti Gucci die bedeutendsten waren. Ersterer baute die Tuchhallen im Renaissancestil um und schuf viele Marmorskulpturen in der Wawelkathedrale, letzterer baute die alte Synagoge in Kazimierz um. Mitte des 16. Jahrhunderts wurde begonnen, die deutschsprachige Stadtregierung durch eine polnische bzw. italienische zu ersetzen. 1572 starb der letzte Jagiellonenkönig, Sigismund II. August. Sein Nachfolger aus Frankreich Heinrich von Valois regierte nur ein Jahr auf dem Wawel. Ihm folgte der Ungar Stephan Báthory, unter dem Krakau sich weiter im Stil des Manierismus entwickelte. Doch verlegte 1596 der polnische und zeitweise schwedische König sowie zeitweilige Zar von Russland Sigismund III. Wasa (Zygmunt III Waza) die Residenz nach Warschau, das bis 1526 (dem Jahr des Erlöschens des masowischen Piastenhauses) Hauptstadt des Herzogtums Masowien gewesen war, welches an die polnische Krone zurückfiel. Sigismund bevorzugte die Nähe Warschaus zu seinem schwedischen Erbkönigreich und zu seinen russischen Ambitionen. Gleichwohl entstanden in der formellen Hauptstadt Krakau noch ehrgeizige barocke Projekte, wie die Peter-und-Paul-Kirche, die St.-Anna-Kirche, die Benediktinerkirche, die Kamaldulenser-Abtei etc.
Die Bedeutung Krakaus nahm aber ab, beschleunigt durch die Plünderung während der schwedischen Invasionen 1655 und 1702 und durch die Pest, die 20.000 Opfer forderte.
Ende des 17. Jahrhunderts und im 18. Jahrhundert lag Krakau abseits der polnischen Politik, die nun in Warschau ihren Mittelpunkt hatte. 1778 wurden in Krakau ohne die Vorstädte 8894 Einwohner gezählt und 1782 insgesamt 9193 Einwohner. Die Vorstädte (u. a. Kazimierz, Stradom, Kleparz, Garbary) wurden im Jahr 1792 vom Vierjährigen Sejm nach Krakau eingemeindet.

### Österreichische Zeit und Republik Krakau
| Jahr | Gesamtbevölkerung | Juden  | Anteil |
| ---- | ----------------- | ------ | ------ |
| 1857 | 034.200           | 12.937 | 37,8 % |
| 1869 | 049.800           | 17.670 | 35,5 % |
| 1880 | 066.300           | 20.269 | 30,6 % |
| 1890 | 072.400           | 20.939 | 28,0 % |
| 1900 | 091.000           | 25.670 | 28,1 % |
| 1910 | 152.000           | 32.321 | 21,3 % |
| 1921 | 183.706           | 45.229 | 24,6 % |

Im Zuge der Dritten Teilung Polens wurde Krakau 1795 in der Habsburgermonarchie dem Kronland Galizien zugeordnet, dem habsburgischen Anteil aus der Ersten Teilung Polens 1772. Im Frieden von Schönbrunn musste Österreich es 1809 zusammen mit Westgalizien an das von Napoleon Bonaparte 1807 errichtete Herzogtum Warschau abtreten. Nach der Aufteilung des Herzogtums im Wiener Kongress (1815) stand die neu geschaffene Republik Krakau bis 1846 unter dem gemeinsamen Protektorat seiner Nachbarn Russland, Preußen und Österreich und wurde zu einer liberalen und wohlhabenden Handelsenklave in Mitteleuropa.
Am 3. Mai 1815 erhielt die Freie Stadt Krakau eine Verfassung mit ausgedehnter Autonomie unter Aufsicht der drei Schutzmächte Österreich, Preußen und Russland. Ein zwölfköpfiger Senat mit einem Präsidenten an der Spitze und eine hauptsächlich aus adeligen Kreisen rekrutierte Repräsentantenversammlung bildeten die Regierung. 
1815 lebten in der Republik Krakau 87.986 Einwohner, davon 23.389 in Krakau selbst und seinen Vorstädten. Ein Fünftel der Krakauer waren Juden. In den drei Jahrzehnten ihres Bestehens wuchs die Einwohnerzahl der Republik stark auf 145.787 Einwohner, davon 42.990 in der Stadt selbst. Unter anderem wurde die von einem polnischen Senat regierte Stadt in dieser Zeit ein Zufluchtsort für in den drei Teilungsgebieten politisch verfolgte polnische Nationalisten.
Nach dem wegen des Galizischen Bauernaufstands gescheiterten Krakauer Aufstand 1846 annektierte Österreich Krakau mit Zustimmung von Russland und Preußen. Die jetzt an der Peripherie des Kaisertums Österreich liegende Stadt Krakau verlor an Bedeutung und verarmte. Die von Russland abhängigen Unternehmen gingen pleite. 1847 wurde die Stadt an die Krakau-Oberschlesische Eisenbahn angeschlossen. Kurz danach begann der Bau von zahlreichen Befestigungen, der Anfang der „Festung Krakau“, was der Industrialisierung neue Impulse gab (Ziegeleien, Steinbrüche). Der Stadtbrand von Krakau 1850 war der letzte große Stadtbrand. 
Ab dem Jahr 1855 war Krakau der Sitz eines Bezirks. 
Mit Wien als damaliger Hauptstadt war Krakau seit 1856 durch die k.k. Nordbahn verbunden, die bedeutendste Bahnstrecke der Monarchie. Die ersten Jahre unter österreichischer Herrschaft waren von Germanisierungstendenzen geprägt. Nach der Niederlage Österreichs im Sardinischen Krieg (1859) gegen das sich formierende Italien und nach dem österreichisch-ungarischen Ausgleich von 1867 wurde Galizien weitgehend autonom.

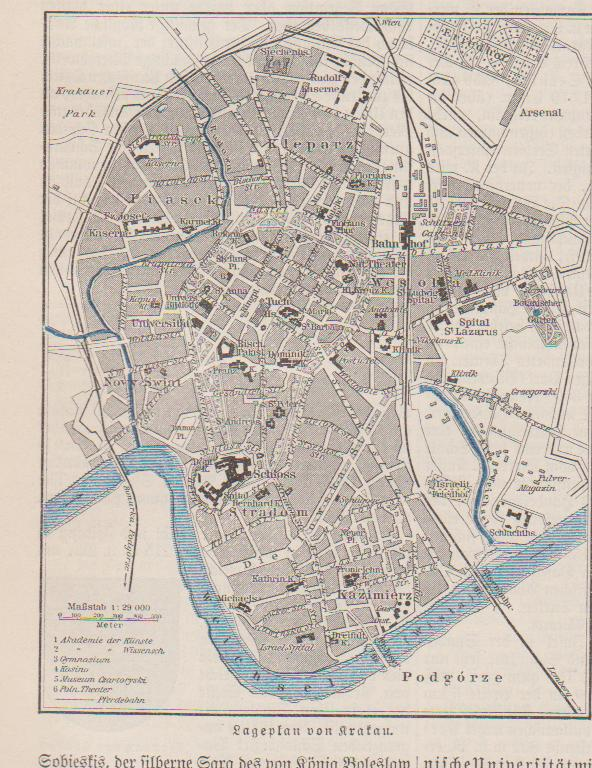
Stadtplan aus dem Jahr 1896. Fast alle Straßen heißen 2010 so wie damals.

Im cisleithanischen Teil der nunmehr als k.u.k. Monarchie bezeichneten Realunion, der liberal regiert wurde und allen Nationalitäten Gleichberechtigung einräumte, entwickelte Krakau sich erneut zu einem Zentrum polnischer Kunst und Kultur. In diese Zeit fiel das Wirken von Jan Matejko, Stanisław Wyspiański, Jan Kasprowicz, Stanisław Przybyszewski, Juliusz Kossak, Józef Mehoffer und Wojciech Kossak, Stanisław Ignacy Witkiewicz und Leon Chwistek. Krakau wurde das Zentrum der neoromantischen Bewegung Junges Polen, des Jugendstils und des polnischen Modernismus.
So wurde Krakau neben Warschau eines der bedeutendsten Zentren der polnischen Unabhängigkeitsbewegung. In den letzten zwei Jahrzehnten vor dem Ersten Weltkrieg erlebte Krakau eine sprunghafte Modernisierung, die nicht zuletzt vom jüdischen Bürgertum getragen wurde.
Im Jahr 1900 war Krakau mit 91.323 Einwohnern auf dem sechsten Platz in Cisleithanien, jedoch mit nur 6,88 km² (5,77 km² ohne Błonia-Wiesen) die am dichtesten besiedelte Großstadt (15.851 Einwohner je Quadratkilometer). In den Jahren 1910 bis 1915 wurden nach dem Bebauungsplan der Stadt Krakau des Stadtpräsidenten Juliusz Leo vom galizischen Landtag zahlreiche Gemeinden nach Krakau eingemeindet.
Am 1. April 1910 waren dies Zakrzówek, Dębniki, Półwsie Zwierzynieckie, Zwierzyniec, Czarna Wieś, Nowa Wieś Narodowa, Krowodrza, Grzegórzki und Teile der Gemeinden Prądnik Biały und Prądnik Czerwony mit Olsza, insgesamt 22,74 km² (von 6,88 km² auf 29,62 km²). 
Im Jahr 1915 wurde dieser Vorgang mit der Eingemeindung der Stadt Podgórze beendet. „Groß-Krakau“ hatte danach 46,9 km² und etwa 180.000 Einwohner.

„Groß-Krakau“ im Jahr 1916

Der Wawel wurde von der k.u.k. Armee als Kaserne genutzt, wobei wesentliche historische Bauelemente beseitigt oder beschädigt wurden. Anlässlich eines Aufenthalts von Kaiser Franz Joseph I. in Krakau 1880 (er war im Stadthaus von Statthalter Graf Potocki auf dem Hauptmarkt zu Gast) wurde dem Monarchen eine Petition überreicht, den Wawel zur kaiserlichen Residenz zu erklären. Franz Joseph sagte dies zu; die Verhandlungen der Stadtverwaltung mit dem k.u.k. Kriegsministerium führten aber erst 1905 zur Räumung der königlichen Burg durch das Militär. Man begann sofort Restaurierungsarbeiten; diese wurden aber erst in der Zwischenkriegszeit abgeschlossen.
Die russische Grenze war nur wenige Kilometer von Krakau entfernt. Die k.u.k. Armee ließ daher im letzten Drittel des 19. Jahrhunderts zahlreiche Außenforts rund um die von Mauern umgebene Stadt errichten, um diese gegebenenfalls als Festung gegen Russland verteidigen zu können. Einige dieser Forts sind erhalten.
Am 16. April 1918 brachen in Krakau (erneut) Unruhen wegen der schlechten Versorgungslage aus; sie mündeten in antisemitischen Ausschreitungen. Jüdische Geschäfte wurden geplündert und Juden mit Stöcken geschlagen, ein Mann wurde zu Tode geprügelt. Der Trauerzug zum Friedhof am Folgetag wurde überfallen.

### Zweite Polnische Republik
Am Ende des Ersten Weltkriegs sah sich Krakau ab 28. Oktober 1918 wie ganz Galizien als Teil des wieder erstehenden polnischen Staates. Dies wurde im September 1919 im Vertrag von Saint-Germain bestätigt.
Im Jahr 1921 hatte Krakau 183.706 Einwohner, davon die Mehrheit polnischer Nationalität (154.873) und römisch-katholisch (136.241). Krakau entwickelte sich in der Zwischenkriegszeit sehr schnell und war neben Warschau und Lemberg eines der wichtigsten kulturellen Zentren Polens. Krakau wurde zum Sitz einer Woiwodschaft. Viele große Gebäude wurden erbaut, besonders nordwestlich der Krakauer Altstadt (Czarna Wieś, Nowa Wieś).

### Deutsche Besetzung 1939–1945

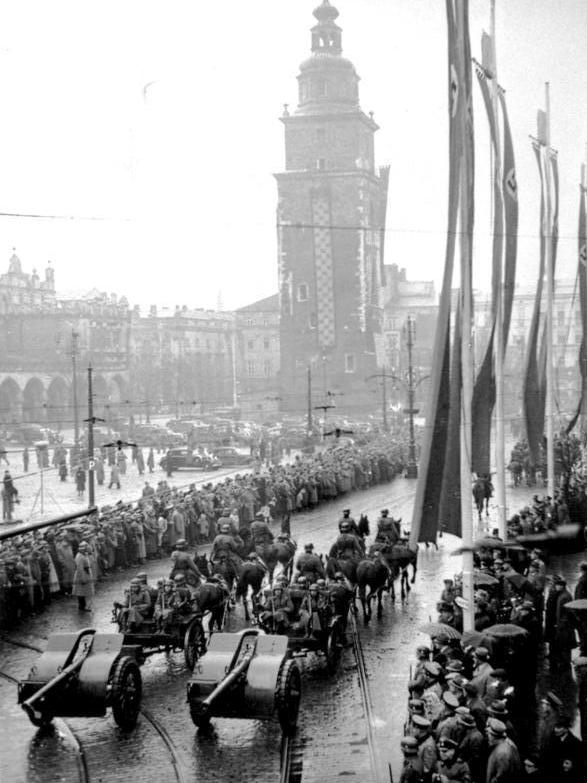
Parade am 25. Oktober 1940 (Aufnahme aus dem deutschen Bundesarchiv)

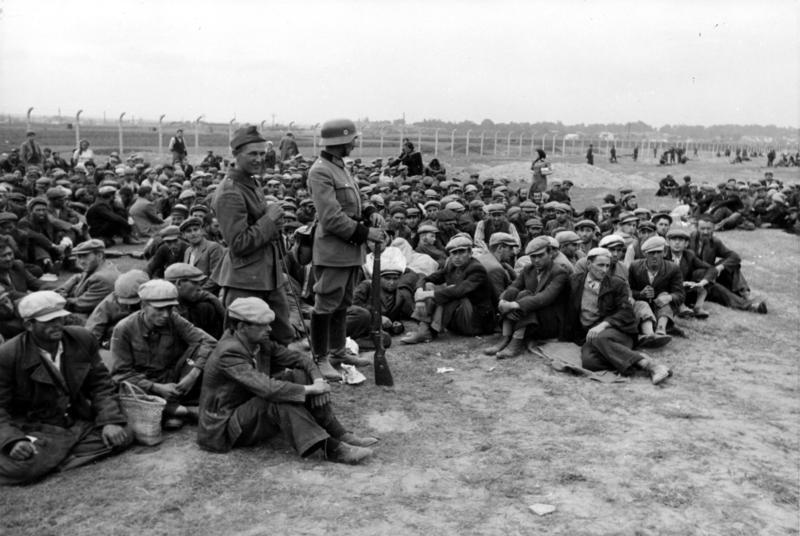
Zusammengetriebene Juden bei Krakau, etwa Ende 1939 (Aufnahme aus dem Bundesarchiv)

Am 1. September 1939 begann die Wehrmacht den Überfall auf Polen; damit begann der Zweite Weltkrieg. Am 6. September 1939 besetzten Soldaten der 10. Armee Krakau kampflos. Westgalizien wurde als der Distrikt Krakau Bestandteil des Generalgouvernements für die besetzten polnischen Gebiete mit Sitz in Krakau. Nach Jacek Purchla wurde Krakau (nicht Warschau) zur Hauptstadt, weil es kleiner war, näher zur Grenze lag und einfacher zu germanisieren wäre. 
In der Nähe von Krakau wurden unter Generalgouverneur Hans Frank das Konzentrationslager Plaszow, das Konzentrations- und Vernichtungslager Auschwitz und das Vernichtungslager Auschwitz-Birkenau gebaut. 
Krakau war von 1939 bis 1944 Sitz des Instituts für Fleckfieber- und Virusforschung des OKH (Oberkommando des Heeres).
Die deutschen Besatzer erreichten mit Eingemeindungen im Jahr 1941 mehr als die Verdopplung der Größe der Stadt. Hans Frank wollte ein repräsentatives Regierungsviertel um den Park Błonia bauen, aber der Architekt Hubert Ritter hatte dagegen durch Enteignungen und Abriss ein das Stadtbild stärker zerstörendes Projekt „Ost-Nürnberg“ in Dębniki entworfen. Die größte Siedlung der einigen Dutzend mehrgeschossiger Gebäude wurde dagegen auf der Reichstrasse, in Nowa Wieś, gegründet.
Die Besatzer errichteten im Stadtteil Podgórze am rechten Weichselufer für jüdische Stadtbürger das Ghetto Krakau, in dem zeitweise 20.000 Menschen als Arbeitssklaven gefangen gehalten wurden. Im Herbst 1941 wurden 2.000 Menschen aus dem Ghetto für die Tötung „selektiert“, weggebracht oder dort ermordet. Das Ghettogelände wurde anfangs mit Mauern abgesperrt. Nach weiteren Deportationen (1.–8. Juni und 27.–28. Oktober 1942) wurde das ganze Gelände im Dezember in Wohnbezirk A und Wohnbezirk B unterteilt. Das war die Vorbereitung für die endgültige Liquidation, die am 13. März 1943 begann.
Die Besatzer vernichteten einen großen Teil der Kunstschätze des Wawels, insbesondere der polnischen Künstler. Die Bausubstanz Krakaus blieb aber zum großen Teil erhalten, da das NS-Regime Krakau als ursprünglich deutsche Stadt betrachtete. Krakau blieb von Bombardements und größeren Zerstörungen weitgehend verschont. Es verlor aber fast die Hälfte seiner Bevölkerung, fast die ganze jüdische Gemeinde und insbesondere in der „Sonderaktion Krakau“ vom November 1939 die universitäre Elite.

### Seit 1945
Als die Rote Armee im Januar 1945 im Zuge der Weichsel-Oder-Operation überraschend auf Krakau vorstieß, ließ Generalgouverneur Frank alle Deutschen evakuieren und verließ die Stadt, während sich die deutschen Truppen zur Oder zurückzogen.
So konnte die Rote Armee am 19. Januar in das nahezu unzerstörte Krakau einziehen. Die dadurch angeblich verhinderte Sprengung der Stadt gehört vermutlich ins Reich der Legenden. Die Sowjetunion und das polnische kommunistische Regime unterdrückten die bürgerlichen und aristokratischen Strömungen der Krakauer. Am 11. August 1945 kam es zum Pogrom von Krakau an jüdischen Überlebenden des NS-Terrors.
Aus ideologischen Überlegungen wurden in unmittelbarer Nachbarschaft zur Stadt das damals weltgrößte Stahlwerk und die sozialistische Trabantenstadt Nowa Huta (Neue Hütte) errichtet (1951 eingemeindet). Das Regime unter Bolesław Bierut hoffte, durch einen größeren Anteil an „sozialistischen Arbeitern“ den Einfluss der „kapitalistischen Intellektuellen“ zu beseitigen. Nowa Huta wurde in den 1980er Jahren, während der Solidarność-Bewegung, zu einem Brennpunkt des sozialen und politischen Reformwillens gegen den Kommunismus. 
Die Emissionen des Stahlwerks schädigten bis in die 1990er Jahre hinein die historische Bausubstanz Krakaus.
Im Jahr 1978 wurde der Erzbischof von Krakau, Karol Wojtyła, zum Papst gewählt. Er nahm den Namen Johannes Paul II. an und besuchte Krakau während seines Pontifikats mehrmals. Diese Wahl hatte bedeutende Auswirkungen auf die polnische Oppositionsbewegung und indirekt auf die gesamte internationale Politik. 1978 wurden die Altstadt von Krakau und der Wawel zum UNESCO-Weltkulturerbe erklärt. Das Salzbergwerk Wieliczka vor den Stadttoren Krakaus wurde 1978 ebenfalls UNESCO-Weltkulturerbe und wurde 2013 um das Salzgrafenschloss und Bochnia erweitert. Die Klöster in den Stadtteilen Tyniec, Bielany und Salwator standen einige Jahre auf der Nominierungsliste zum Welterbe.
Nach den Gesprächen am Runden Tisch 1988/89 und den ersten freien Wahlen 1989 (Parlamentswahlen und Präsidentschaftswahl) konnte sich Krakau wieder frei entwickeln. Versäumnisse früherer Restaurierungsarbeiten wurden in den 1990er Jahren nachgeholt. Es wurden Autobahnverbindungen nach Katowice und Breslau gebaut und der Flughafen in Balice wurde ausgebaut. 
Die Autobahn A4 in Richtung Tarnów wurde mit EU-Geldern ausgebaut und 2016 fertiggestellt. 
Auch die Schnellstraße „Zakopianka“ in die Hohe Tatra wurde ausgebaut.

## Bevölkerungsentwicklung
1791 lebten in Krakau 23.591 Menschen. Etwa 50 Jahre später waren es 36.000 und weitere 65 Jahre später, 1900, bereits 85.300. Zu Beginn des Zweiten Weltkrieges hatte die Stadt 259.000 Einwohner, 1945 nach dem Ende des Krieges noch 298.500. Nach dem Zweiten Weltkrieg setzte ein starkes Bevölkerungswachstum ein, sodass Krakau bereits 1955 428.231 Einwohner hatte. Bis 1985, kurz vor der Wende, stieg die Einwohnerzahl weiter auf 740.120 an. Auch nach der Wende hielt das Bevölkerungswachstum an, sodass die Stadt bei der Volkszählung am 31. März 2021 mit 800.653 Einwohnern das erste Mal die Grenze von 800.000 Bewohnern überschritt. Davon waren 426.754 Frauen und 373.899 Männer.

## Politik

### Stadtpräsident

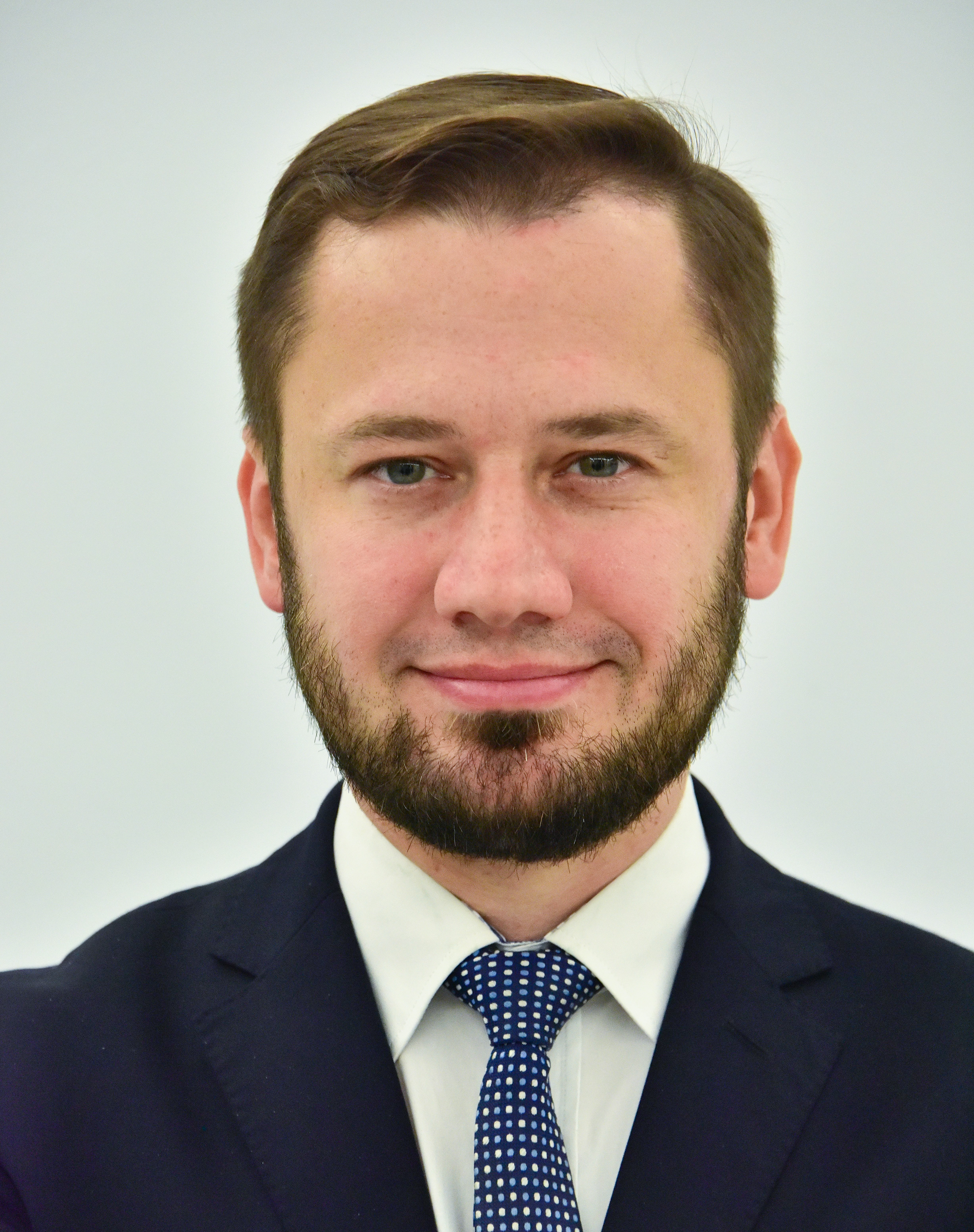
Amtierender Stadtpräsident Aleksander Miszalski (2019)

Die Verwaltung der Stadt wird von einem Stadtpräsidenten geleitet. Seit 2024 ist dies Aleksander Miszalski, der den seit 2002 amtierenden Jacek Majchrowski ablöste.
Die Stadtpräsidentenwahl 2024 führte zu folgendem Ergebnis:
- Aleksander Miszalski (Koalicja Obywatelska) 37,2 % der Stimmen
- Łukasz Gibała (Wahlkomitee Krakau für Einwohner) 26,8 % der Stimmen
- Łukasz Marek Kmita (Prawo i Sprawiedliwość) 19,8 % der Stimmen
- Andrzej Kulig (Wahlkomitee Andrzej Kulig – In Richtung der Zukunft) 7,2 % der Stimmen
- Konrad Berkowicz (Konfederacja und unabhängige lokale Verwaltungen) 5,0 % der Stimmen
- Rafał Komarewicz (Wahlkomitee Rafał Komarewicz – Krakaus Dritter Weg) 3,1 % der Stimmen
- Übrige 0,9 % der Stimmen

Da keiner der Kandidaten im ersten Wahlgang die absolute Mehrheit erreichte, wurde eine Stichwahl nötig, in der sich Miszalski mit 51,0 % gegen Gibała, der auf 49,0 % der Stimmen kam, knapp durchsetzte.
Die Stadtpräsidentenwahl 2018 führte zu folgendem Ergebnis:
- Jacek Majchrowski (Sojusz Lewicy Demokratycznej) 45,8 % der Stimmen
- Małgorzata Wassermann (Prawo i Sprawiedliwość) 31,9 % der Stimmen
- Łukasz Gibała (Wahlkomitee Krakau für Einwohner) 17,1 % der Stimmen
- Konrad Berkowicz (KORWiN) 2,5 % der Stimmen
- Übrige 2,7 % der Stimmen

Da keiner der Kandidaten im ersten Wahlgang die absolute Mehrheit erreichte, wurde eine Stichwahl nötig, in der sich Majchrowski, der in beiden Wahlgängen auch von der Koalicja Obywatelska unterstützt worden war, mit 61,9 % gegen Wassermann, die auf 38,1 % der Stimmen kam, durchsetzte.

### Stadtrat
Die kommunale Selbstverwaltung Krakaus geht auf die Gründung der Stadt im Jahr 1257 zurück. Die erste offizielle Erwähnung eines Stadtrats stammt aus dem Jahr 1264. Nach dem modernen Regierungssystem Polens ist Krakau eine Stadt mit Kreisrechten. Der Krakauer Stadtrat ist das lokale Regierungsorgan in Krakau, das auch Kontrollfunktionen ausübt und sich aus gewählten Ratsmitgliedern zusammensetzt, die auf der Grundlage der Gemeinde- und Kreisordnung handeln. Die Einwohner wählen 43 Ratsmitglieder für eine fünfjährige Amtszeit in den Stadtrat. Die Wahl 2024 führte zu folgendem Ergebnis:
- Koalicja Obywatelska 40,1 % der Stimmen, 24 Sitze
- Prawo i Sprawiedliwość (PiS) 23,2 % der Stimmen, 12 Sitze
- Wahlkomitee Krakau für Einwohner 15,6 % der Stimmen, 7 Sitze
- Wahlkomitee Rafał Komarewicz – Krakaus Dritter Weg 6,2 % der Stimmen, kein Sitz
- Konfederacja und unabhängige lokale Verwaltungen 6,0 % der Stimmen, kein Sitz
- Wahlkomitee Andrzej Kulig – In Richtung der Zukunft 4,8 % der Stimmen, kein Sitz
- Übrige 4,1 % der Stimmen, kein Sitze

- KO: 24
- WKfE: 7
- PiS: 12

Die Wahl 2018 führte zu folgendem Ergebnis:
- Wahlkomitee Jacek Majchrowski – Krakauer Bürger 43,7 % der Stimmen, 23 Sitze
- Prawo i Sprawiedliwość (PiS) 29,8 % der Stimmen, 16 Sitze
- Wahlkomitee Krakau für Einwohner 12,7 % der Stimmen, 4 Sitze
- Kukiz’15 4,0 % der Stimmen, kein Sitz
- Wahlkomitee Zusammen für Krakau 3,1 % der Stimmen, kein Sitz
- KORWiN 3,0 % der Stimmen, kein Sitz
- Wahlkomitee für unabhängige lokale Verwaltungen 2,9 % der Stimmen, kein Sitz

- KO: 23
- WKfE: 4
- PiS: 16

- Übrige 0,8 % der Stimmen, kein Sitze

### Konsulate
2019 gab es in Krakau neun Generalkonsulate und über 20 Honorarkonsulate.

#### Generalkonsulate
- Deutschland, ul. Stolarska 7[38]
- Frankreich, ul. Stolarska 15[39]
- Österreich, Krupnicza 42[40]
- Türkei, Al. 29 Listopada 137[41]
- Slowakei, ul. Św. Tomasza 34[42]

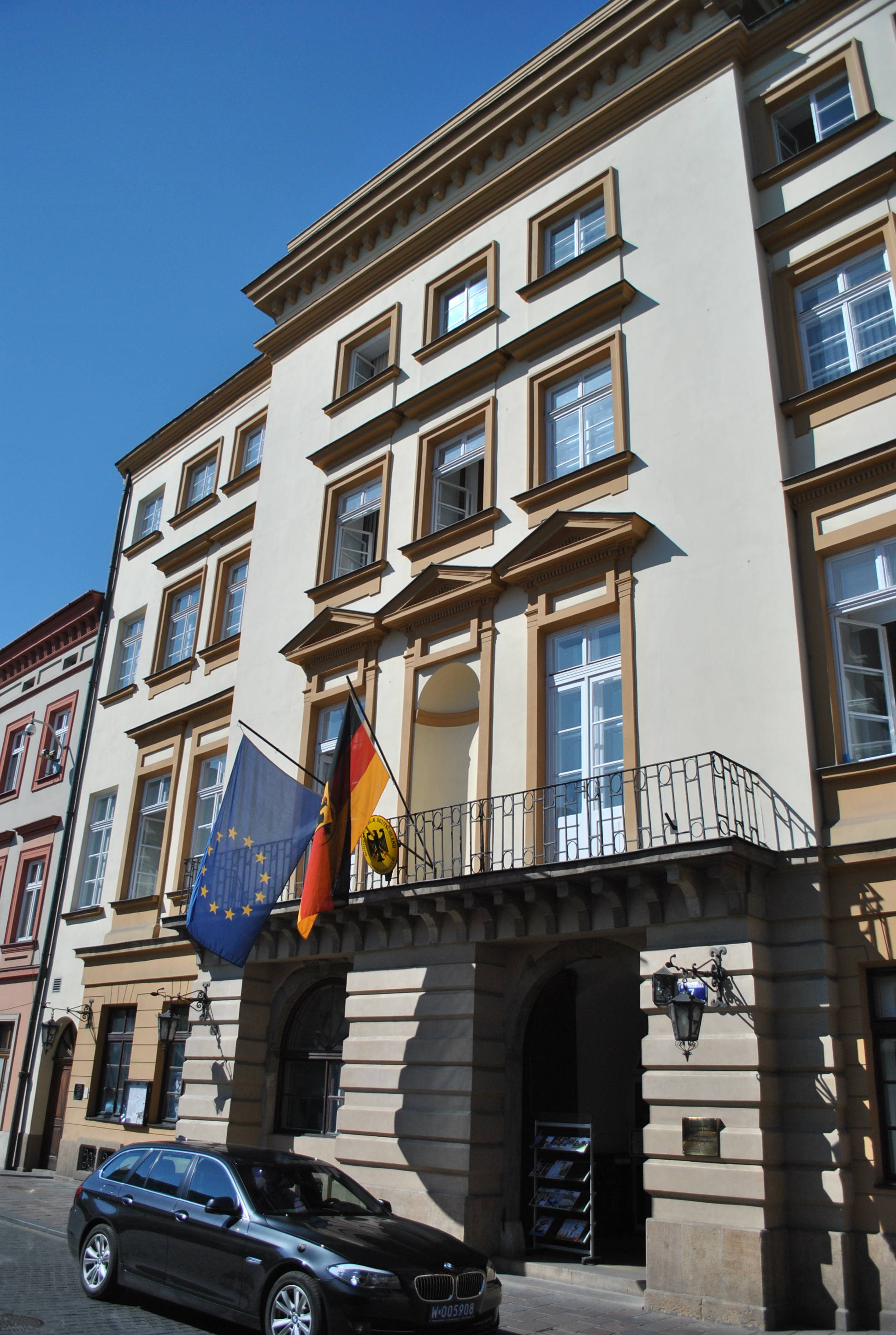
Deutsches Generalkonsulat in Krakau

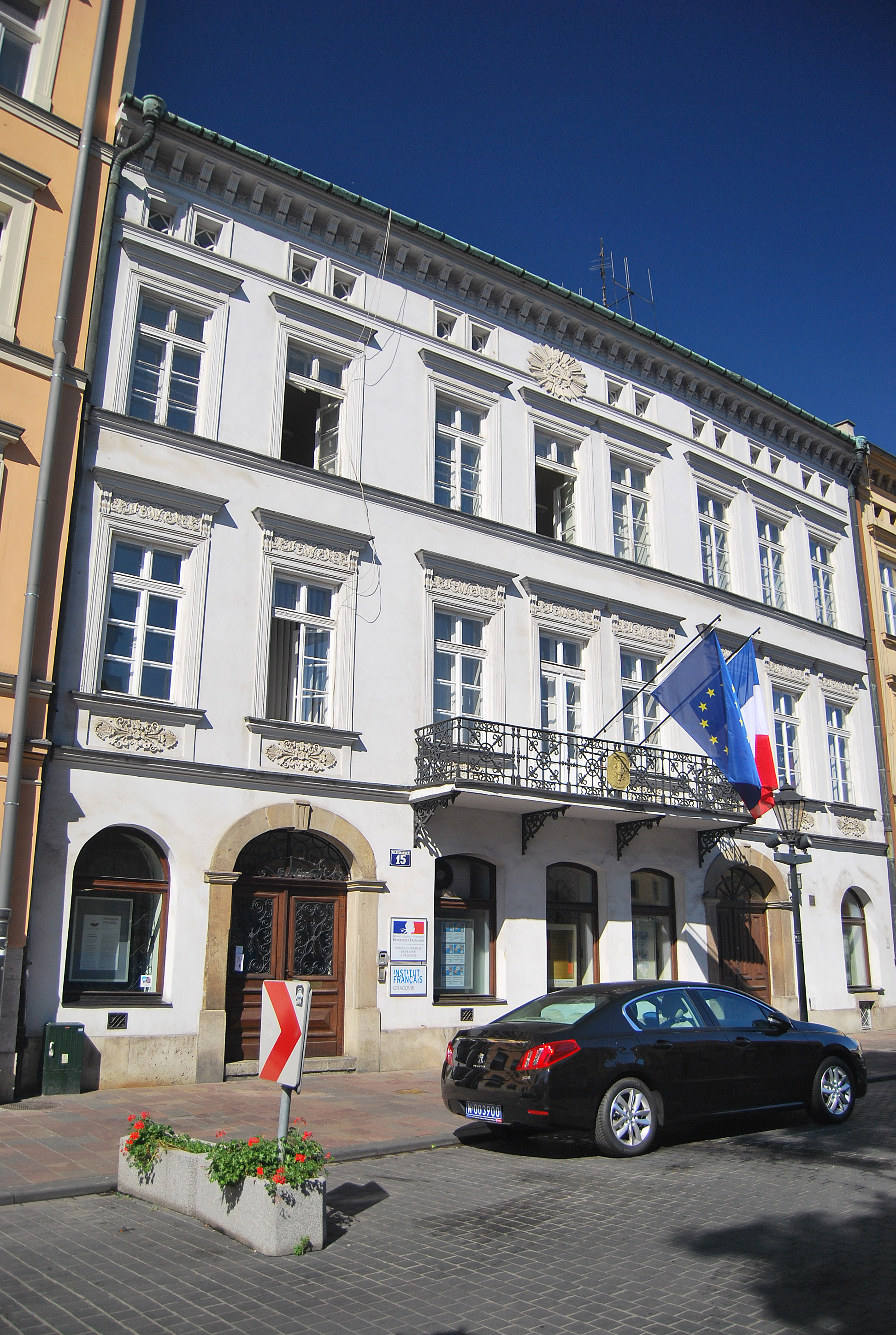
Französisches Generalkonsulat und Sitz des Französischen Instituts

- Ukraine, ul. Beliny-Prażmowskiego 4[43]
- Ungarn, ul. Lubicz 17H[44]
- Vereinigte Staaten, ul. Stolarska 9[45]

#### Honorarkonsulate
- Brasilien, ul. Wrocławska 53[46]
- Belgien, ul. Marii Grzegorzewskiej 33A[47]
- Bulgarien, ul. Kazimierza Czapińskiego 3
- Bulgarien, ul. Floriańska 3
- Chile, ul. Ks. Jerzego Popiełuszki 36
- Dänemark, ul. Św. Anny 5
- Estland, ul. Floriańska 15
- Finnland, ul. Św. Anny 5
- Indonesien, ul. Krupicza 5
- Island, ul. Św. Anny 5
- Italien, ul. Rynek Główny 12
- Japan, ul. Grabowskiego 5
- Kasachstan, ul. H. Siemiradzkiego 5
- Kolumbien, ul. Karmelicka 30
- Litauen, ul. Radzikowskiego 1
- Luxemburg, ul. Bogusławskiego 7
- Lettland, ul. Malborska 130
- Malta, ul. Karmelicka 30
- Mexiko, ul. Kordylewskiego 11
- Mongolei, ul. Śliczna 30A
- Montenegro, ul. Papiernicza 2
- Niederlande, al. 3 Maja 9
- Norwegen, ul. Mosiężnicza 3
- Pakistan, ul. Żabiniec 1
- Peru, ul. Straszewskiego 28
- Rumänien, ul. Tadeusza Śliwiaka 48
- Schweden, ul. Straszewskiego 17
- Spanien, ul. Grodzka 40
- Uruguay, ul. Balicka 255

## Architektur
Da nach dem Mongolensturm im 13. Jahrhundert keine wesentlichen Zerstörungen mehr erfolgten und sich die Industrialisierung eher außerhalb abspielte, ist Krakau reich an Beispielen aller Epochen ab dem Hochmittelalter (Romanik und Gotik), vor allem Renaissance, aber auch Barock, Jugendstil und Neugotik sind zu finden (Collegium Novum). Bausünden wurden vergleichsweise wenige begangen, eine über 40 Jahre bestehende Investitionsruine (der sogenannte „Skeletor“) wurde 2020 als Unity Tower fertiggestellt. Seit 2002 werden viele Baulücken im Stadtgebiet durch angepasste Neubauten geschlossen.

## Kultur

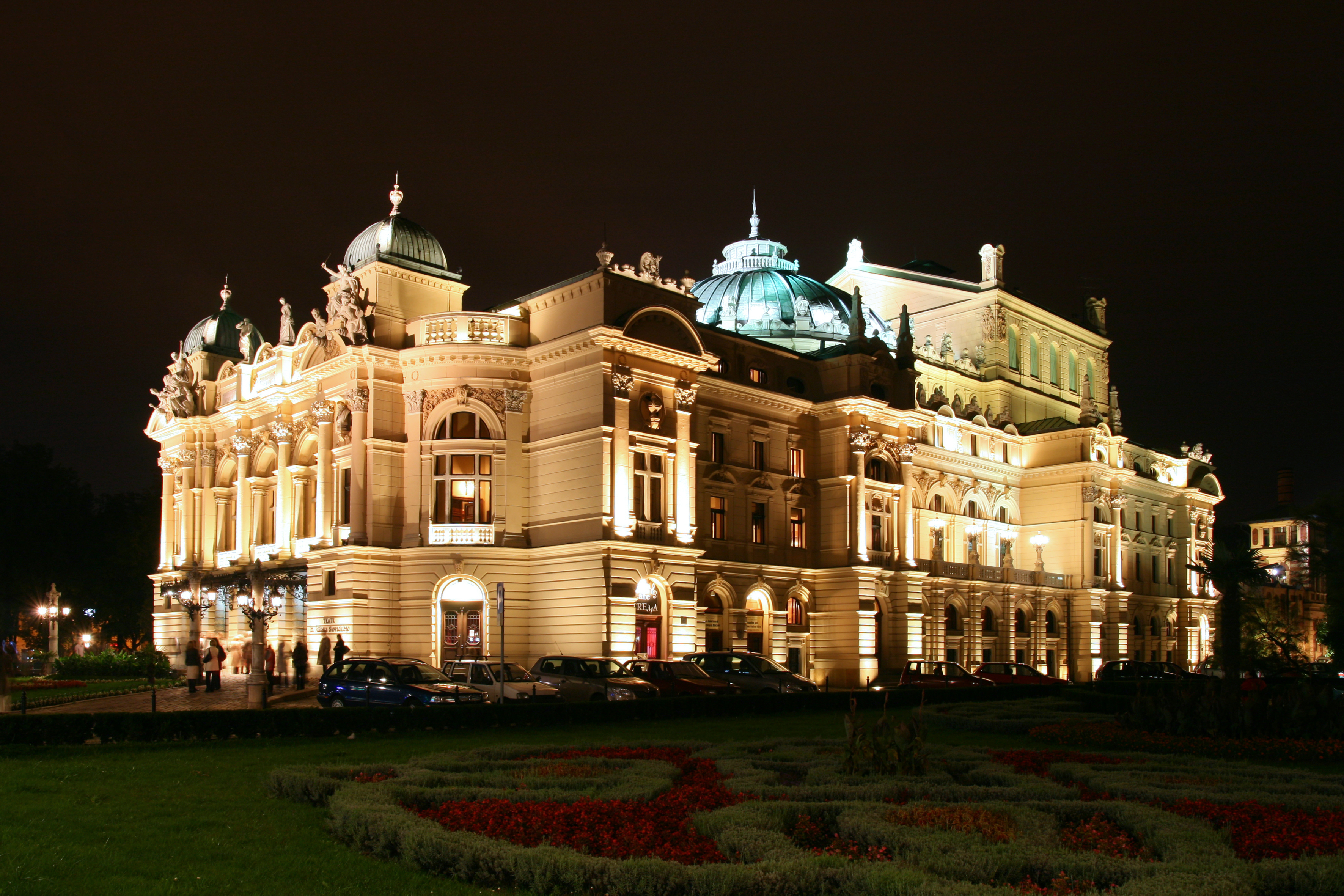
Słowacki-Theater zwischen Florianstor und Hauptbahnhof

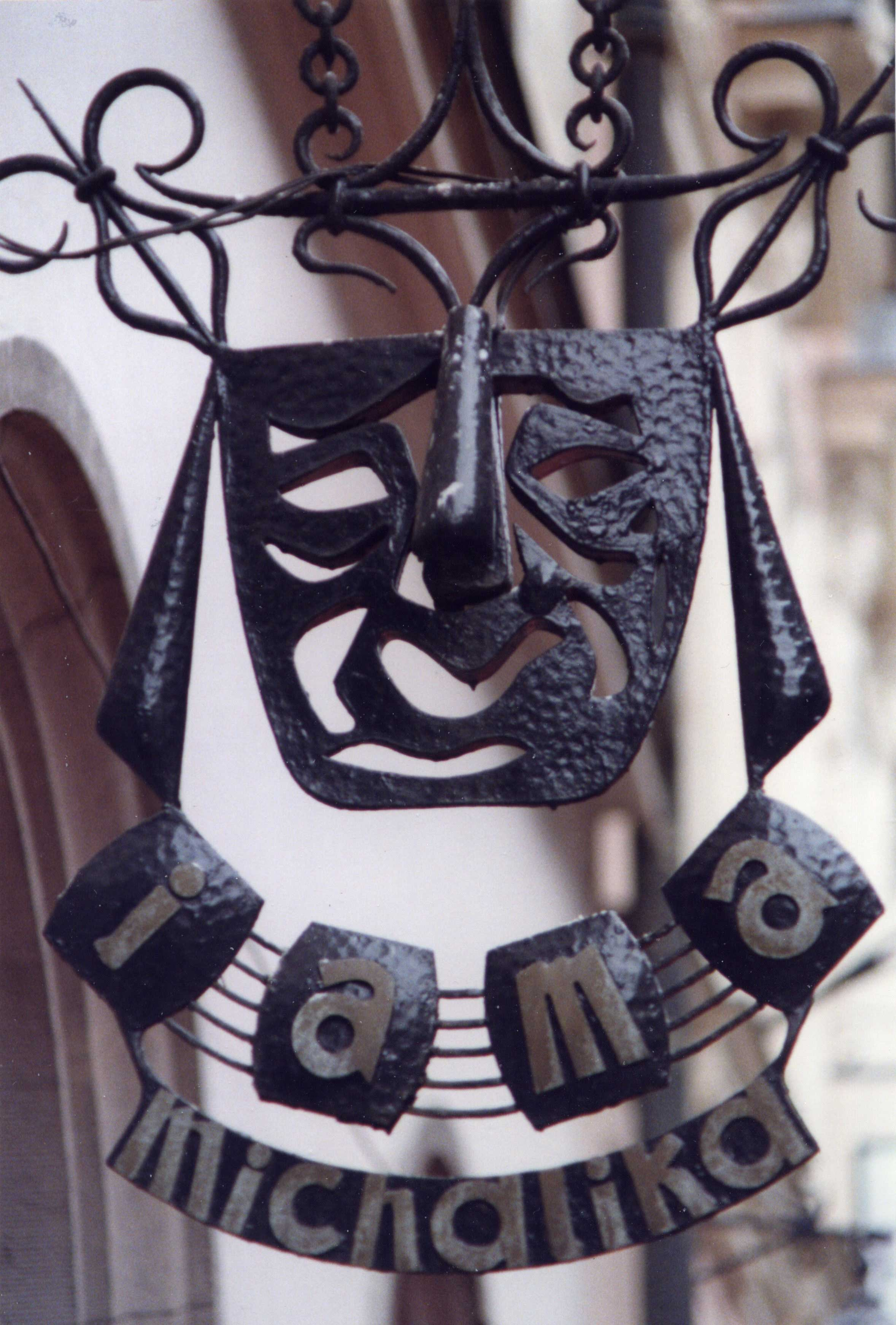
Kaffeehaus Jama Michalika in der Ulica Floriańska

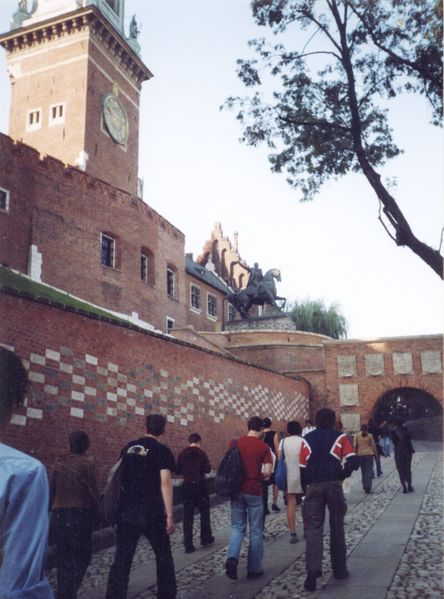
Aufgang zum Wawel mit Reiterstandbild von Tadeusz Kościuszko

### Theater- und Konzertsäle (Auswahl)
- Altes Theater
- Juliusz-Słowacki-Theater
- Theater Bagatela
- Volkstheater
- Theater Groteska
- Philharmonie Krakau

Die Krakauer Oper war bis zur Vollendung des neuen Opernhauses im Słowacki-Theater untergebracht.
Bekannte Regisseure und Schauspieler Krakaus sind Andrzej Wajda und Jerzy Stuhr.

### Kabarett
Krakau ist bekannt für seine alte Tradition des literarischen Kabaretts, die ständig gepflegt wird. Die bekanntesten Kabarett-Theater sind Piwnica pod Baranami und Jama Michalika. Ein neues, junges Kabarett ist Loch Camelot. Im Piwnica pod Baranami hatte die legendäre Chansonsängerin Ewa Demarczyk ihre ersten Auftritte und blieb dem Kabarettkeller lange Zeit eng verbunden. Tradition hat der jährliche Kabarettwettbewerb PAKA, der u. a. dem bekanntesten deutschen „Nicht-Politiker“ in Polen, Steffen Möller, zum Durchbruch verhalf.

### Filmtheater (Auswahl)
Direkt in der Altstadt gelegen sind das Ars und das Pod Baranami, zwei Programmkinos, die mit origineller Einrichtung und unterschiedlichen Aktionen und Veranstaltungen besonders unter Studenten beliebt sind. Mainstream-Filme werden aber genauso gezeigt. Dagegen sind die gemeinsam betriebenen Kinos Kijów und Mikro reine Programmkinos, die sich (v. a. das Mikro) auf alternative Independent-Filme spezialisiert haben. Zu den reinen Blockbuster-Kinos wiederum gehören die drei Kinos der Kette Cinema City und das Multikino, das für seine Filmmarathons bekannt ist. Das Orange IMAX zeigt 3D-Filme.

### Veranstaltungen (Auswahl)
- Stündliches Turmbläsersignal (Hejnał Mariacki, anhörenⓘ/?) vom Turm der Marienkirche
- Internationales Shantie-Festival (Februar)
- Kabarettwettbewerb PAKA (März)
- Musikfestival Misteria Paschalia (Karwoche, Ostern)
- Internationales Theaterfestival Krakowskie Reminiscencje Teatralne
- Tage der Orgelmusik (April)
- Internationales Filmfestival Off Camera
- Juwenalia – Studentenfestival (Mai)
- Krakowski Festiwal Filmowy (Mai/Juni)
- Jüdisches Kulturfestival in Krakau (Juni/Juli)
- Jazzfestival im Pod Baranami (Juli)
- Festival Klassische Musik an historischen Orten (August)
- Musikfestival Sacrum-Profanum (September)
- International Jarek Śmietana Jazz Guitar Competition
- Festival der Jazztrompeter – Miles Davis Memorial Night (September)
- Festival Genius Loci in Kazimierz (Oktober)
- Wettbewerb der Krakauer Weihnachtskrippen (Dezember)

## Parks und Umweltschutz
In Krakau gibt es ca. 40 Parks, die insgesamt 318,5 ha (Stand von 2002) umfassen. Sie stellen beinahe ein Prozent der Gesamtfläche der Stadt dar.
Auf dem Stadtgebiet gibt es viele wertvolle Tier- und Pflanzenarten. In Krakau gibt es fünf Naturschutzgebiete mit einer Gesamtfläche von 48,6 ha (0,14 % des Stadtgebiets). Auf dem Gebiet kann man auch kleine grüne Flächen finden, die zum Komplex der Landschaftsschutzgebiete Jurajskie Parki Krajobrazowe gehören. Es dient zum Schutz der folgenden Gebiete: Jura Krakowsko-Częstochowska u. a. Fragmente der Parks Bielańsko-Tyniecki, Tenczyński und Dolinki Krakowskie mit ihrer Umhüllung. Die Flora des Gebietes Jura Krakowsko-Częstochowska gehört zum Programm Corine biotopes in Bezug auf seine Tier- und Pflanzenwelt, Geomorphologie und Landschaft.
Der westliche Teil von Krakau ist das so genannte Gebiet Obszar Krakowski und ist dem polnischen ökologischen Netz unterstellt. Ein Teil der Stadt liegt im Bereich der Biotopvernetzung der Weichsel. Flüsse, ihre Täler sowie Gewässer sind die interessantesten Plätze in Krakau in Bezug auf die Naturschätze.
Zur Jagiellonen-Universität gehört ein botanischer Garten.
Der 1889 eröffnete, nach Henryk Jordan benannte Park Jordana war der europaweit erste „Aktiv-Spielplatz“, er besteht bis heute.

### Luftverschmutzung
Krakau war unter den polnischen Kommunen ab 100.000 Einwohnern die Stadt mit der höchsten Luftverschmutzung. Laut Weltgesundheitsorganisation starben jährlich an ihren Folgen mindestens 1400 Krakauer vorzeitig. Besonders in vernebelten Wintertagen empfiehlt sich unter freiem Himmel das Tragen eines Feinstaubfilters vor dem Mund. Wenn die Feinstaubbelastung die Norm um das Vierfache übersteigt, erlaubt die Stadtverwaltung die kostenlose Benutzung der öffentlichen Verkehrsmittel für Kfz-Besitzer (gegen Vorzeigen des Fahrzeugscheins).
Durch die relativ geringe Luftgeschwindigkeit von durchschnittlich 2,78 m/s im Jahresmittel wird die verunreinigte Luft nur sehr langsam abtransportiert. In der Niederung, in der die Stadt liegt, bildet sich oft über Nacht eine kühlere Luftschicht, die von einer wärmeren Schicht überlagert wird. Unter dieser Glocke sammeln sich Abgase von Verkehr und Ofenheizungen. Im Jahr 2011 trat dieser Inversionseffekt an 2575 Stunden im Jahr auf (30 % der Gesamtzeit).
Zusätzlich wehen die Abgase aus der stark industrialisierten Region Schlesien über Kleinpolen ins Stadtgebiet. Die tages- und stundenaktuellen Verschmutzungswerte findet man auf dem Portal der Woiwodschaftsinspektion für Umweltschutz Krakau.
Es gibt auch eine App dazu für mobile Geräte. Wie das Umweltamt der Woiwodschaftsverwaltung meldet, liegt die Feinstaubbelastung PM10 und PM2,5 in der Heizperiode dreimal so hoch wie von April bis September, dazu kommt die Belastung mit Benzo(a)pyren aus der Kohleverbrennung. Nach Ansicht des Collegium Medicum der Krakauer Jagiellonen-Universität liegt der IQ der Krakauer Kinder aufgrund der Luftverschmutzung um 3,8 % unter dem Niveau von Schülern aus sauberen Kommunen.
Im Jahr 2012 organisierte eine Bürgerinitiative Proteste und eine Plakatkampagne. Nach diesem Anstoß aus der Zivilgesellschaft reagierte die Stadtregierung und finanzierte ab 2013 den Ersatz von Kohleöfen, welche von damals 25.000 auf 4000 im Jahr 2018 reduziert werden konnten. Seit Anfang 2014 durften in Neubauten keine Kohleöfen installiert werden.
Die Anzahl der Tage im Jahr, in welchen die Feinstaubgrenzwerte überschritten wurden, sank bis 2017 unter Hundert. Das Parlament der Woiwodschaft Kleinpolen (Sejmik) beschloss, das Heizen mit festen Brennstoffen ab September 2019 gänzlich zu verbieten. Außerdem werden mit höheren Parkgebühren, Park & Ride, feucht fegenden Straßenkehrmaschinen, neuen Bussen (Elektro, Flüssiggas, Euro 6), konsequenter durchgeführten ASU-Tests für KFZ und stärkeren Kontrollen energieintensiver Industriebetriebe die Emissionen gesenkt, Umgehungsstraßen, Fahrradwege und neue Straßenbahnstrecken gebaut, Eisenbahngleise modernisiert, Gebäude wärmeisoliert und an das Fernheiznetz angeschlossen und die Strafen für Müll verbrennende Haushalte erhöht.
Der stellvertretende Marschall der Woiwodschaft Kleinpolen, Wojciech Kozak erklärte 2016, dass in der gesamten Woiwodschaft 200.000 Kohleöfen ausgetauscht werden müssten. Auch durch Kohleöfen der 5. Generation ließen sich die Emissionen um 90 Prozent verringern. Die Idee, den Bürgern nur noch das Verfeuern hochwertiger Kohle zu erlauben, hat man aufgegeben, weil das nicht kontrolliert werden kann.

## Bildung

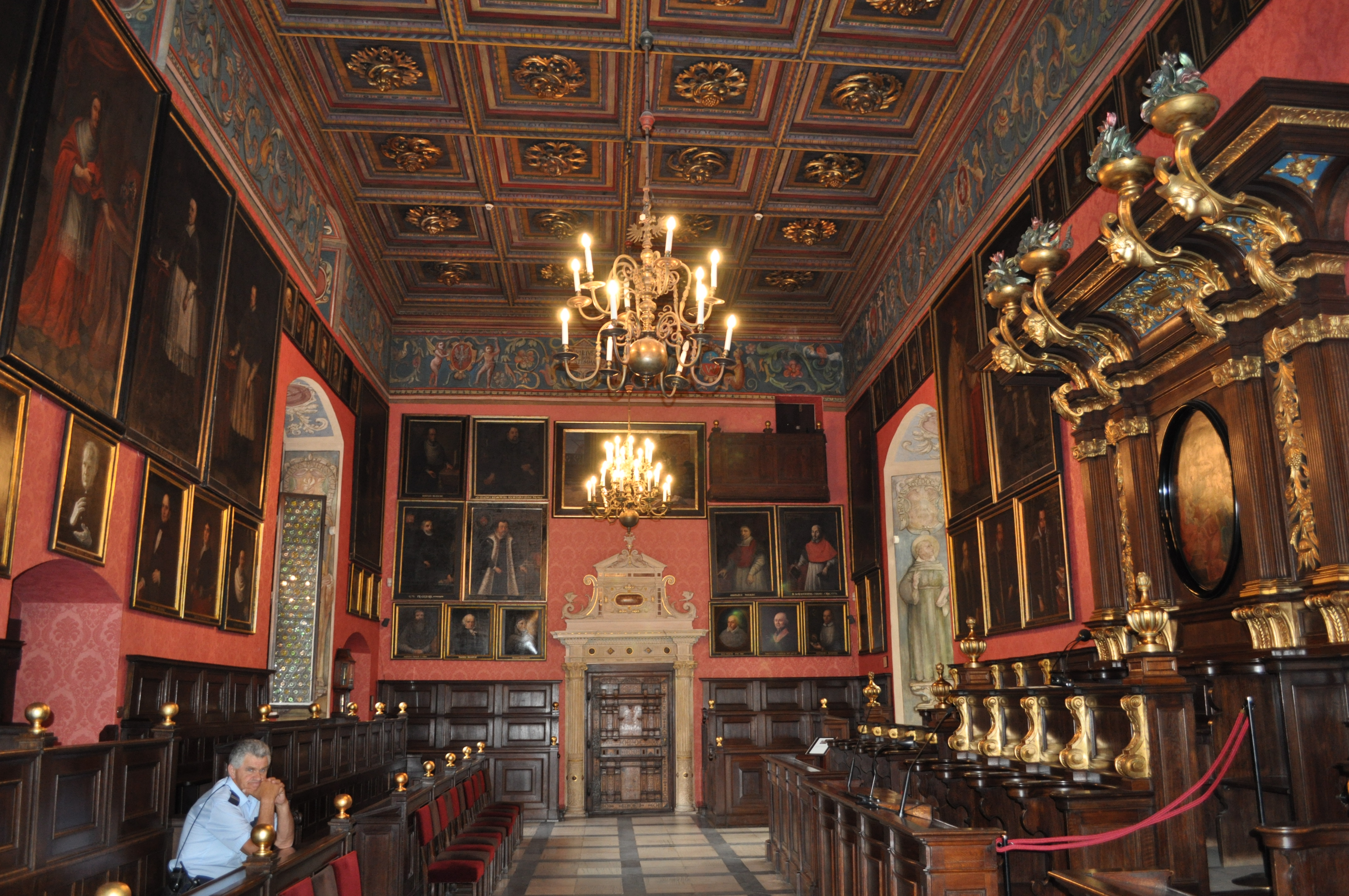
Collegium Maius

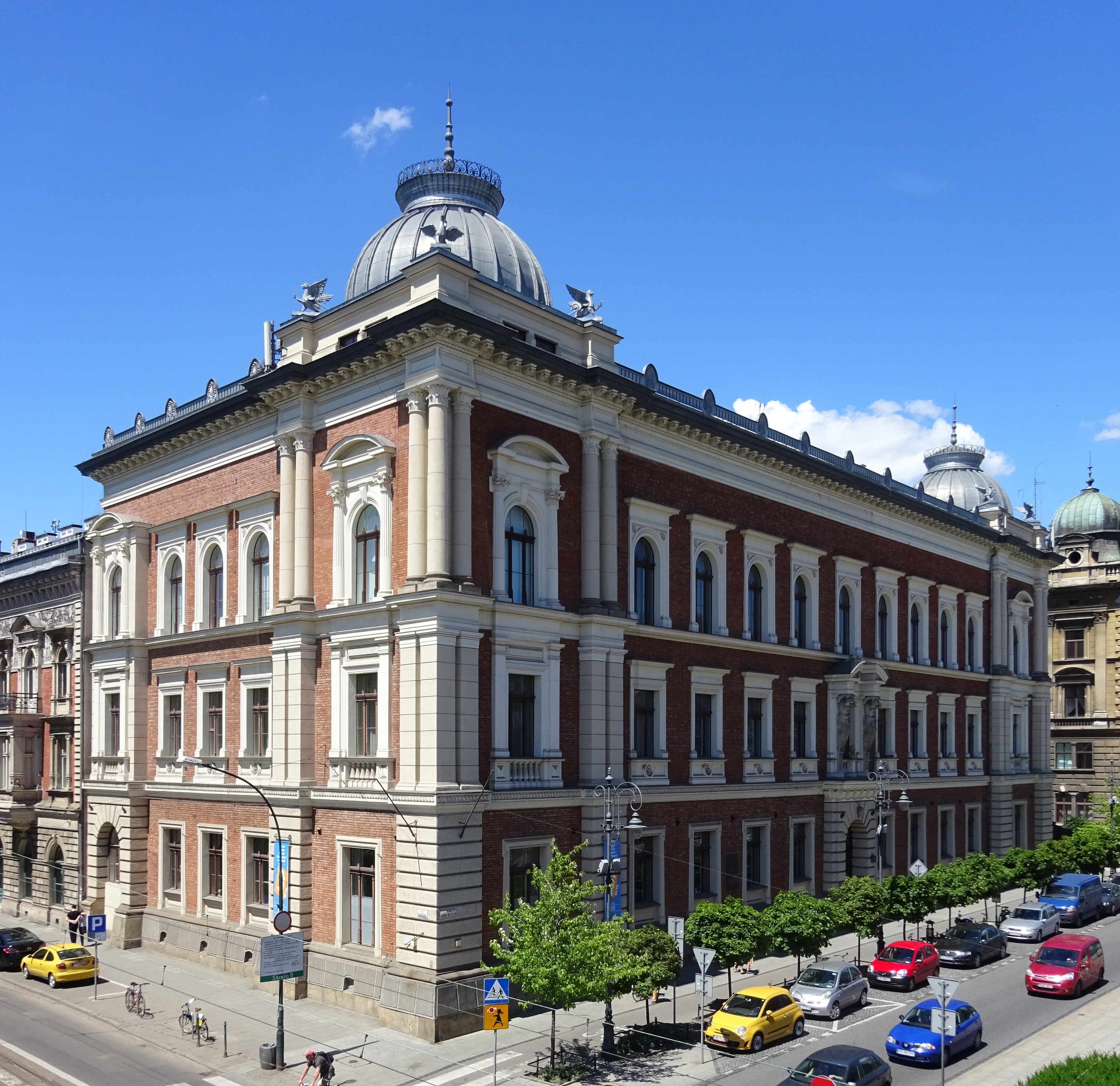
Akademie der Schönen Künste

Krakau ist seit Jahrhunderten eines der wichtigsten Bildungszentren Polens. In der Stadt sind elf Hochschulen mit etwa 10.000 Angestellten und 51.000 Studenten sowie eine Reihe weiterer höherer Bildungseinrichtungen angesiedelt. Insgesamt gibt es in der Stadt 210.000 Studenten.
- Jagiellonen-Universität, gegründet 1364
- Technische Universität Krakau, gegründet 1945
- AGH Wissenschaftlich-Technische Universität, gegründet 1919
- Akademie der Bildenden Künste, gegründet 1818
- Krzysztof-Penderecki-Musikakademie
- Landwirtschaftsuniversität Krakau
- Wirtschaftsuniversität, gegründet 1882
- Sportakademie Krakau, gegründet 1950
- Pädagogische Universität, gegründet 1946
- Staatliche Theaterhochschule Krakau, gegründet 1946
- Päpstliche Universität Johannes Paul II., gegründet 1981
- Ignatianum – Hochschule für Philosophie und Pädagogik
- Bogdan-Jański-Hochschule
- Hochschule für Management und Bankwesen
- Krakauer Andrzej-Frycz-Modrzewski-Akademie
- Hochschule für Wirtschaftswissenschaften und Informatik
- Hochschule für Management
- Józef-Tischner-Europa-Hochschule
- Kleinpolnische Fachhochschule Krakau

Die älteste Schule ist das
- Liceum Bartłomieja Nowodworskiego (1588)

## Wirtschaft
Krakau gehört zu den wirtschaftlich erfolgreichsten Städten in Polen. Das lässt sich sowohl auf die zentrale geografische Lage mit acht Millionen Menschen im Umkreis von 100 km als auch auf die junge und gut ausgebildete Bevölkerung zurückführen. 60 Prozent der Einwohner der Stadt sind jünger als 45 Jahre, verglichen mit 46 Prozent im restlichen Polen.
2005 betrug die Arbeitslosenquote 6,9 Prozent, mehr als zehn Prozentpunkte niedriger als der nationale Durchschnitt.
In Krakau haben einige ausländische Unternehmen investiert wie die HVB, die Deutsche Bank, die Konzerne Allianz SE, Volvo, Phillip Morris, Tishman Speyer Properties oder Motorola. Ebenso haben sich ausländische Handelsketten wie Metro, Tesco, Carrefour oder Ikea in der Stadt niedergelassen. Das deutsche Unternehmen ECE Projektmanagement errichtete Ende 2006 eine Einkaufsgalerie inklusive Hotel mit fast 250 Geschäften auf 60.000 m² auf dem Bahnhofsvorplatz. Der Busbahnhof wurde dafür hinter den Hauptbahnhof verlegt.
Die Stadt fördert die Ansiedlung von Hochtechnologieunternehmen mit einem Technologiepark, der auf vier Gebiete in Krakau und Tarnow verteilt ist. Der Park bietet moderne Infrastruktur wie auch steuerliche Anreize. Seit 1998 haben dort IT/Elektronikfirmen wie Motorola (USA), RR Donnelley (USA) und Comarch (PL) investiert, ebenso einige Forschungseinrichtungen der Krakauer Hochschulen.
Auch der Tourismus ist ein wichtiger Faktor der Krakauer Wirtschaft. Die Stadt zählte 2015 zehn Millionen Besucher, und mit den Billigflugverbindungen nach Westeuropa steigt die Zahl der Gäste insbesondere aus Großbritannien und Irland stark an.

## Sehenswürdigkeiten

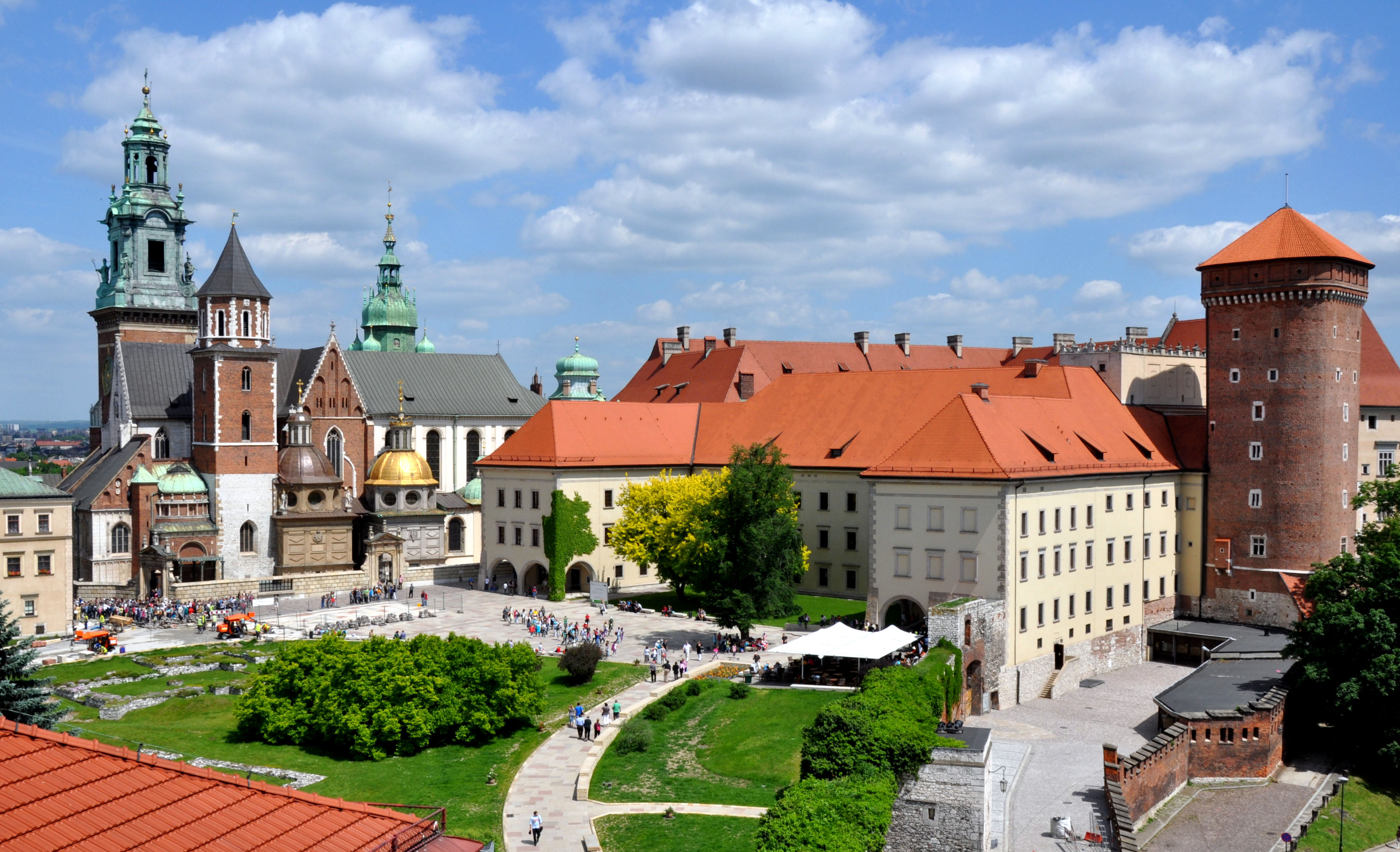
Kathedrale und Königsschloss auf dem Wawel

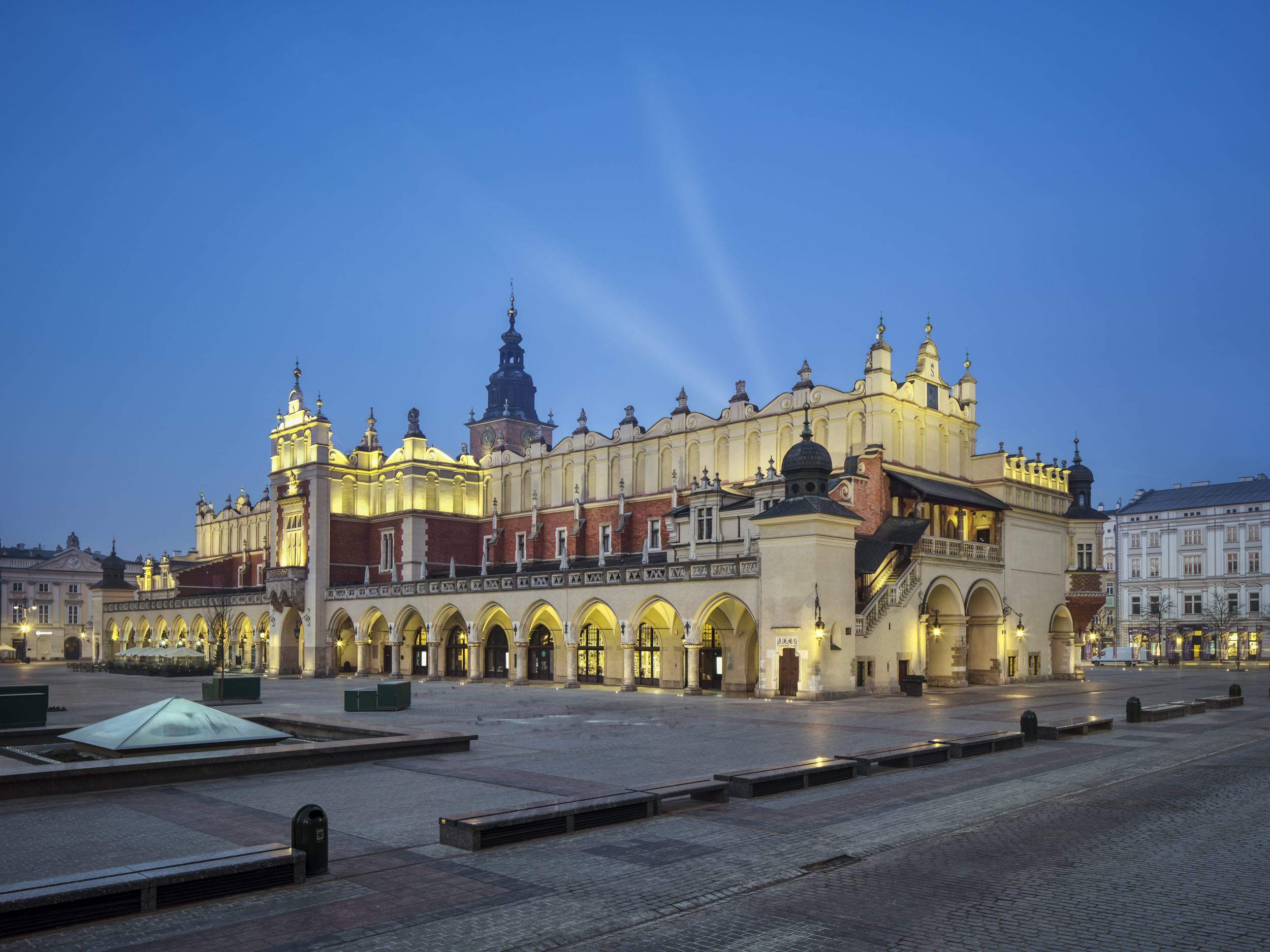
Die mittelalterlichen Tuchhallen (Gewandhaus) wurden zwischen 1556 und 1559 im Renaissance-Stil umgestaltet

Da Krakau im Mittelalter die Hauptstadt Polens war und seine Bausubstanz in der Neuzeit weitgehend von Kriegszerstörungen verschont blieb, hat es ein historisch geprägtes Stadtbild und zahlreiche original erhaltene Baudenkmäler. Das ist auch der Grund, warum sein historisches Zentrum, die Altstadt von Krakau, 1978 in die Liste des UNESCO-Welterbes aufgenommen wurde.

### Ensemble des UNESCO-Welterbes
Die historische Altstadt von Krakau besteht als Welterbe-Objekt aus den städtischen Ensembles:
- mittelalterlichen Kernstadt Krakau,
- Wawel mit Schloss und Kathedrale,
- Stadt Kazimierz (mit Vorstadt Stradom).

Im Listeneintrag von 1978 wird das Ensemble folgendermaßen begründet: „Es ist eines der bemerkenswertesten Beispiele europäischer Stadtplanung, das charakterisiert ist durch harmonische Entwicklung und eine Ansammlung von Elementen, die alle Architekturstile von der Frühromanik bis zur Moderne repräsentieren.“ (…) „Es ist ein Architektur-Ensemble von herausragender Qualität, sowohl was die Stadtlandschaft als auch die einzelnen Kulturdenkmale betrifft. Das historische Zentrum Krakaus illustriert auf wunderbare Weise den Prozess einer ungestörten Stadtentwicklung vom Mittelalter bis zur Gegenwart.“

### Übersicht

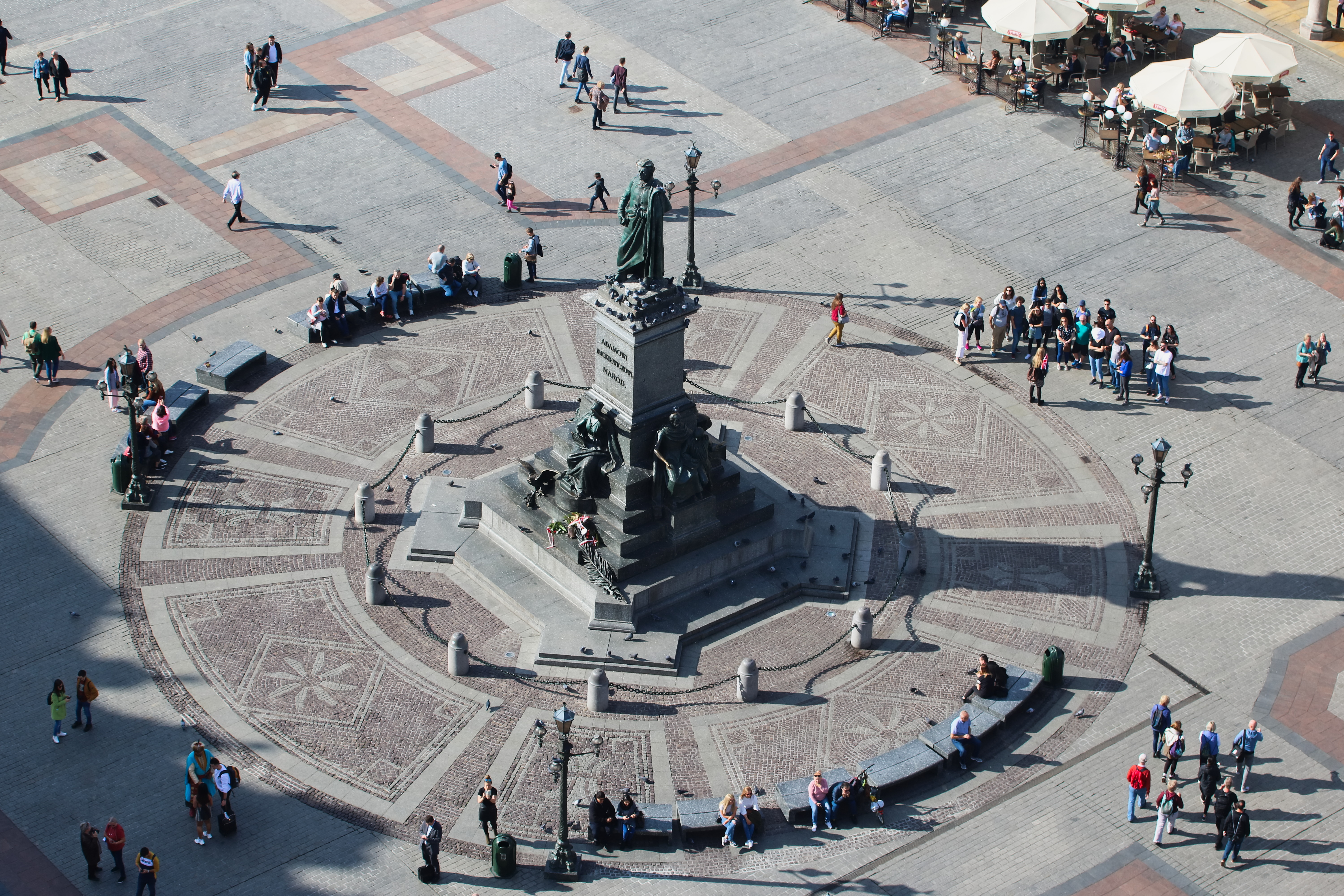
Adam-Mickiewicz-Denkmal auf dem Hauptmarkt

- auf dem Wawel (Burg) das Königsschloss im Stil der Renaissance und die Kathedrale St. Stanislaus und Wenzel
- auf dem von zahlreichen Bürgerhäusern umstandenen Hauptmarkt ▼ der größte mittelalterliche Profanbau der Stadt, die Tuchhallen (Gewandhaus, polnisch: Sukiennice) sowie der Rathausturm, ein Relikt des 1832 abgerissenen Rathauses
- über 100 Kirchen und Klöster, darunter am Hauptmarkt die Marienkirche und die Barbarakirche
- 28 Museen mit bedeutenden Ausstellungsstücken aus ganz Polen
- Kazimierz, früher selbstständige Stadt mit jüdischem Viertel
- Błonia-Wiese, deren Geschichte (als städtische Weide) bis ins Mittelalter zurückreicht

### Kirchen und Klöster

#### Altstadt

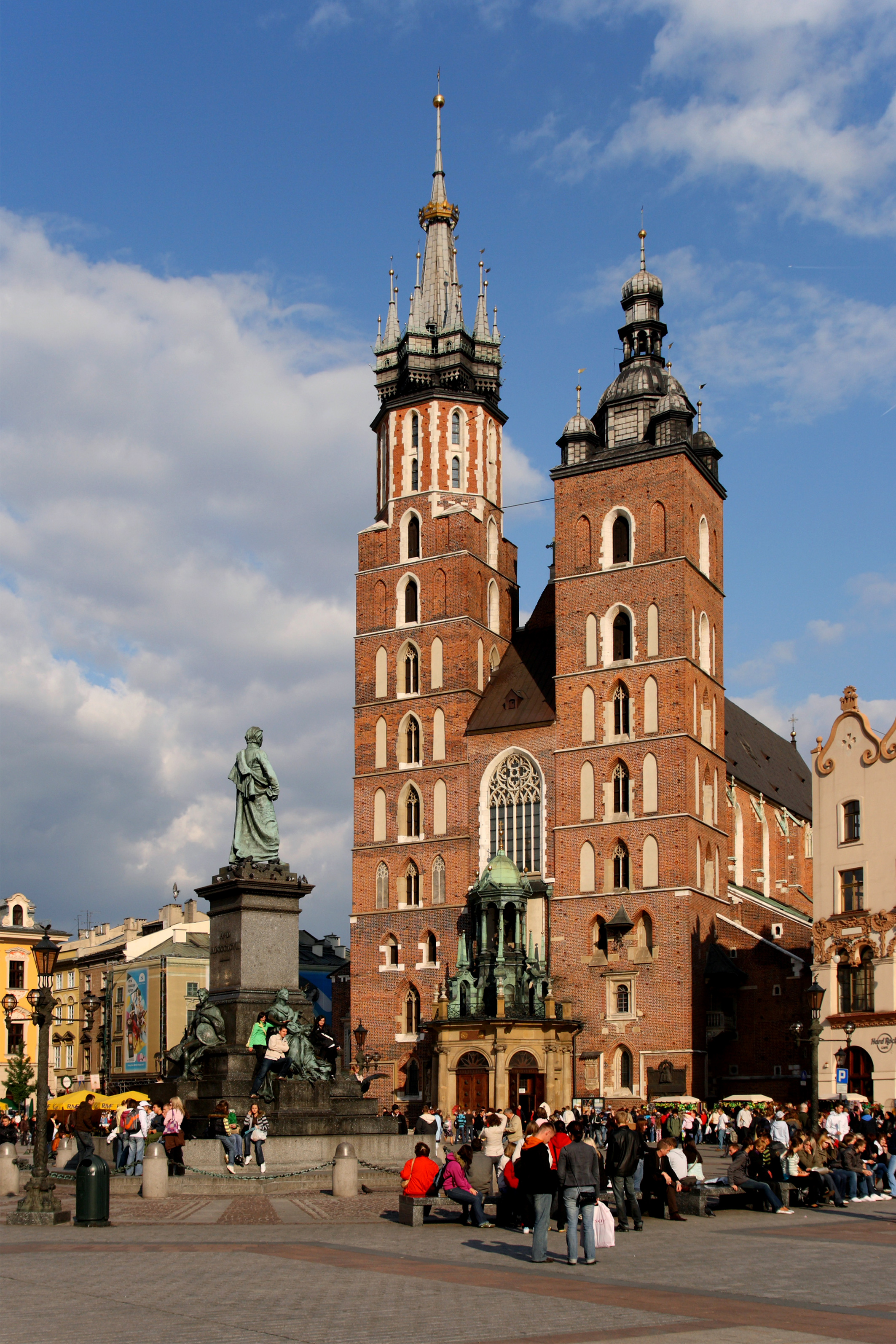
Marienkirche am Hauptmarkt (2008)

- Marienkirche, gotische Basilika am Ring, von 1287 bis 1320 errichtet auf romanischen Fundamenten
- St.-Barbara-Kirche, neben der Marienkirche, etwa zeitgleich mit dieser erbaut
- St.-Adalbert-Kirche am Hauptmarkt, älteste Kirche Krakaus
- Dominikanerkirche und Dominikanerkloster
- Franziskanerkirche und Franziskanerkloster, Basilika aus dem 13. Jahrhundert mit bedeutenden, von Stanisław Wyspiański entworfenen Bleiglasfenstern
- St.-Josef-Kirche und Bernhardinerkloster
- St.-Peter-und-Paul-Kirche, 1605–1619 errichtete Jesuitenkirche, erste Barockkirche Krakaus
- St.-Andreas-Kirche und Klarissenkloster, romanische Kirche (Baubeginn 1080)
- St.-Martin-Kirche (evangelisch-augsburgisch)
- St.-Ägidius-Kirche
- St.-Anna-Kirche, 1689 als Universitätskirche erbaut
- Kreuzerhöhungskirche (griechisch-katholisch)
- Reformatenkirche oder St. Kasimir-Kirche und Reformatenkloster, 1673 erbaut
- St.-Markus-Kirche
- St.-Johannes-Kirche und Johanneskloster
- Piaristenkirche und Piaristenkloster, 1718 bis 1728 erbaute Barockkirche an der Stadtmauer
- Heilig-Kreuz-Kirche, gotische Kirche aus dem 14. Jh.

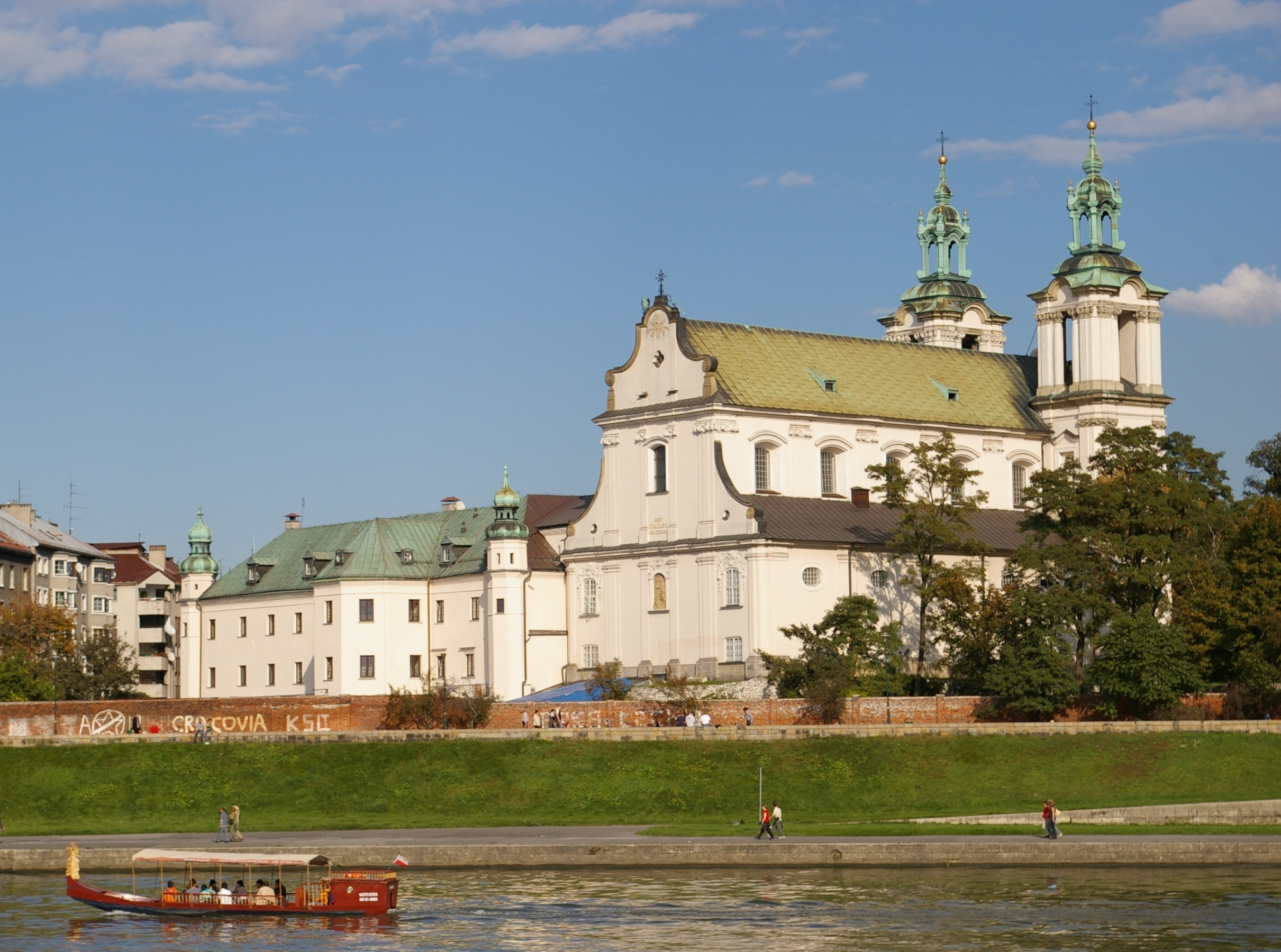
Paulinerkloster „Auf dem Felsen“

- Mariä-Entschlafens-Kirche
- Maria-Schnee-Kirche
- Klarissenkloster Krakau

#### StradomundKazimierz
- Kathedrale St. Stanislaus und Wenzel oder Wawelkathedrale
- Bernhardinerkirche mit Kloster
- Paulinerkirche oder St.-Michael-und-Stanislaus-Kirche „Auf dem Felsen“, urspr. gotische Basilika, 1733–1751 barock umgebaut
- St.-Katharinen-Kirche und Augustinerkloster, 1463 für die Augustiner errichtet
- St.-Agnes-Kirche
- Fronleichnamskirche
- Kirche und Spital der Barmherzigen Brüder

#### Tyniec, Bielany und Salwator

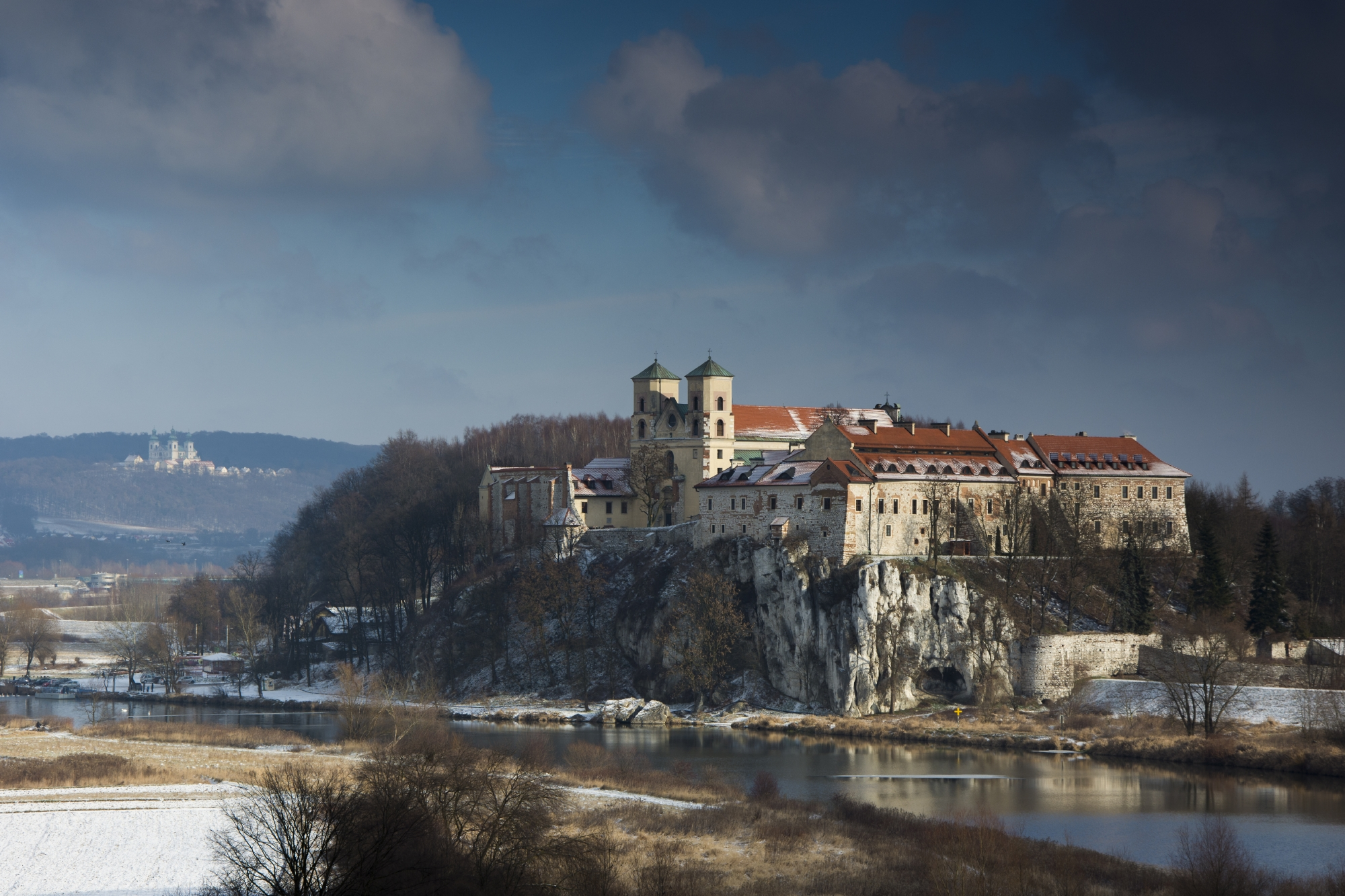
Benediktinerabtei Tyniec

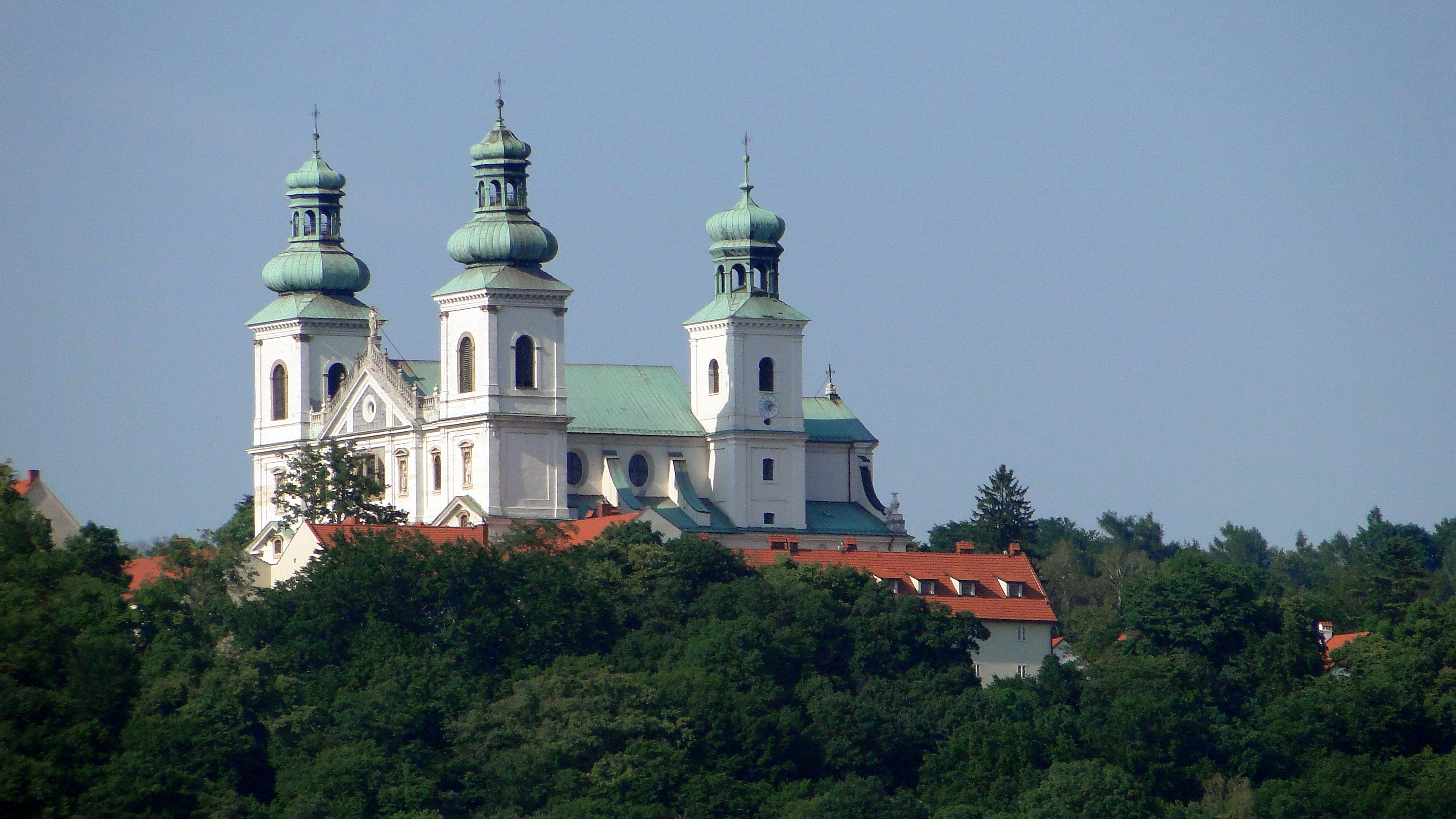
Kamaldulenserkloster Bielany

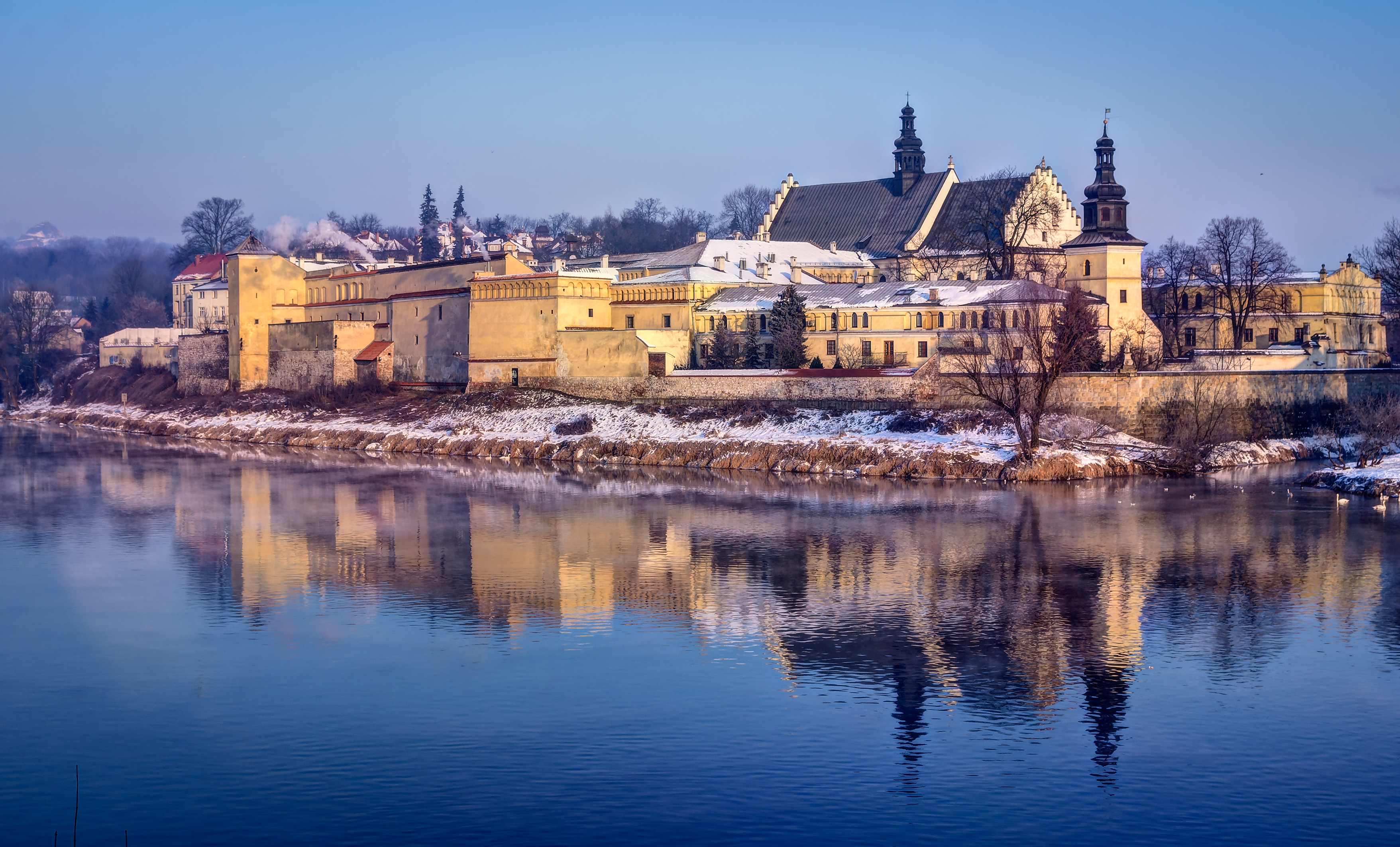
Prämonstratenserinnenkloster in Salwator

Die Klöster und Kirchen der drei Stadtteile in den westlichen Bezirken Krakaus waren 1993 bis 1996 zum Weltkulturerbe der UNESCO nominiert. Neben ihrer beeindruckenden Lage an oder über der Weichsel ist auch die umgebende Landschaft geschützt, z. B. die der Schutzgebiete Bielańsko-Tyniecki und Rezerwat Skałki Bielańskie. Die Klosteranlage von Tyniec wurde am 30. März 2017 durch Verordnung des Präsidenten Andrzej Duda zum Geschichtsdenkmal erklärt.
- Benediktinerabtei Tyniec
- Kamaldulenserkloster Bielany
- Prämonstratenserinnenkloster und -kirche
- Salvatorkirche
- Margaretenkapelle

#### Kleparz,Piasek, Nowy Świat und Wesoła
- Barmherzigkeitskirche
- St.-Florian-Kirche
- Lazaristenkloster und -kirche
- Visitantinnenkloster und -kirche
- Josef-Schutz-Kirche und Kloster der Unbeschuhten Karmeliter
- Karmeliterkloster und -kirche
- Kapuzinerkirche
- St.-Nikolaus-Kirche, urspr. romanische Kirche aus dem 12. Jh., 1655 barock umgebaut
- Herz-Jesu-Kirche, errichtet 1909 bis 1912 im eklektischen Stil
- St.-Vinzenzkirche

#### Podgórze
- St.-Josef-Kirche
- St.-Benedikt-Kirche

#### Nowa Huta
- Zisterzienserkloster Mogiła
- Kirche der Muttergottes, Königin von Polen (Arche des Herrn)
- St.-Bartholomäus-Kirche
- Kirche der Muttergottes von Tschenstochau
- Kirche St. Johannes der Täufer
- Kirche St. Gregor

#### Łagiewniki
- Josefskapelle
- Heiligtum der göttlichen Barmherzigkeit
- Heiligtum des heiligen Johannes Paul II.

### Königsweg
Der Königsweg ist ein touristischer Rundgang durch die Altstadt. Er beginnt nördlich der Altstadt am Denkmal für die Schlacht von Tannenberg, das an den Sieg der Polen über den Deutschen Orden erinnert. Man überquert die innere Ringstraße um die Altstadt und steht vor der Barbakane, die als größte ihrer Art in Europa gilt. Weiter kommt man zu den Überresten der Stadtmauer mit dem Florianstor. Durch dieses letzte erhaltene Stadttor betritt man die Altstadt. In der Floriańska-Straße kommt man unter anderem am Pharmazie-Museum und dem Jan-Matejko-Haus vorbei und erreicht den Hauptmarkt, den mit ca. 200 × 200 m größten mittelalterlichen Marktplatz Europas.

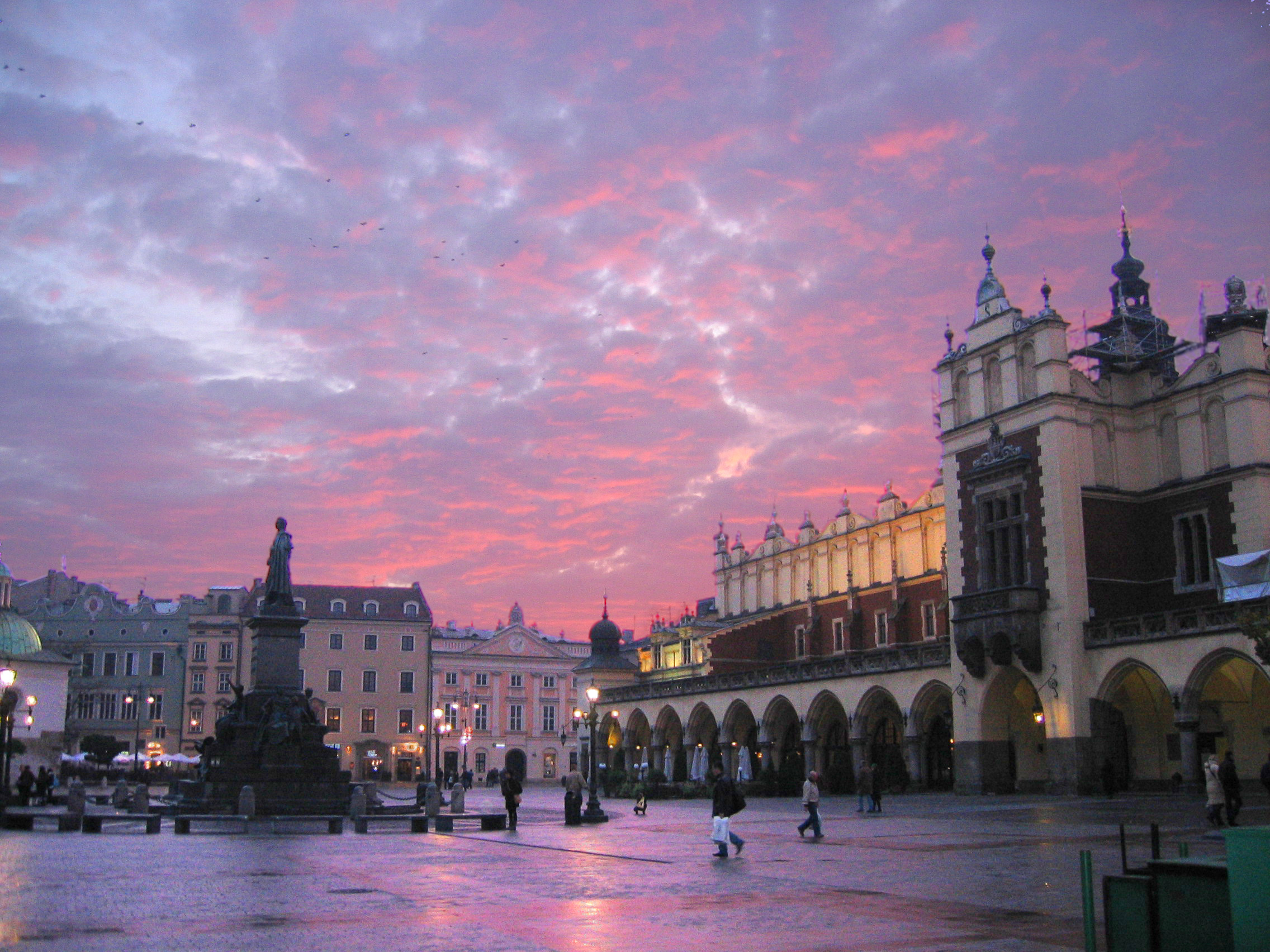
Der Hauptmarkt (Rynek Główny)

Hier begegnet der Weg einem zweiten Rundgang, dem Universitätsweg, welcher der Geschichte der Jagiellonen-Universität gewidmet ist. Folgt man aber dem Königsweg, kommt man entlang der Grodzka-Straße an weiteren Kirchen vorbei – der Dominikanerkirche, der Peter-und-Paul-Kirche (dem ersten barocken Sakralbau Polens), der romanischen Andreaskirche und der evangelischen Martinskirche. Am Ende des Weges sieht man das überwältigende Königsschloss auf dem Wawelhügel am Ufer der Weichsel mit der feuerspeienden Skulptur des legendären Wawel-Drachen.

### Via Jagiellonica und Via Regia
Die Via Jagiellonica ist eine neue europäische Kulturstraße und touristische Angebotspalette, die im Jahr 2010 anlässlich des 600. Jahrestages der Schlacht von Tannenberg eröffnet wurde. Die Straße verbindet Krakau (als südlichen Endpunkt) auf zwei Routen mit Lublin, Białystok, der belarussischen Grenzstadt Brest und endet in der litauischen Hauptstadt Vilnius.
Die Straße orientiert sich an der ehemaligen Heerstraße der Könige von Polen und Großfürsten von Litauen aus der Jagiellonen-Dynastie nach Masowien, die in der Schlacht als Waffenbrüder auftraten und dem Deutschen Orden eine vernichtende Niederlage beibrachten. Im Mittelpunkt stehen die kulturellen Sehenswürdigkeiten und Naturschönheiten, denn die Straße soll zur Entwicklung der Europäischen Union beitragen.
Bereits seit 2005 wird die Via Regia als bekannteste europäische Kulturstraße entwickelt. Krakau bildete seit dem Mittelalter einen wichtigen Etappenort auf dieser wichtigsten West-Ost-Handelsstraße, die von Spanien (Santiago de Compostela) durch Frankreich (Bordeaux, Paris) über Frankfurt am Main, Leipzig, Görlitz, Breslau bis nach Kiew verlief. In umgekehrter Richtung war die Via Regia auch ein Pilgerweg (Jakobsweg), der bis zum Pilgerort Santiago de Compostela führte.

### Jüdisches Viertel und Ghetto

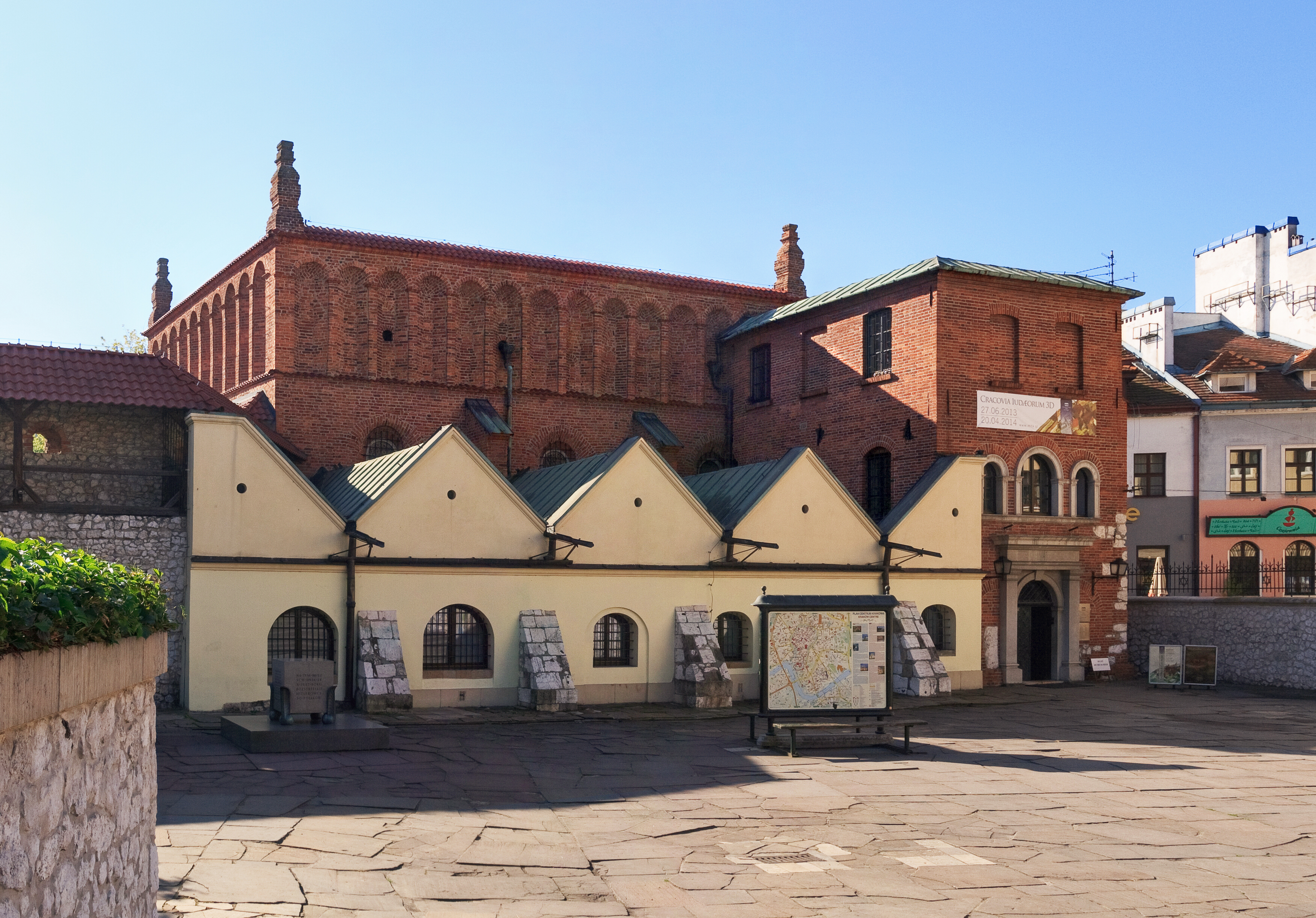
Alte Synagoge in Kazimierz

Der Stadtteil Kazimierz (1335 von König Kasimir dem Großen und nach ihm benannt) war einst eine selbstständige Stadt. Um 1500 entstand in ihrem östlichen Teil die deutlich abgegrenzte Jüdische Stadt (oppidum judaeorum). Bis zu Beginn der deutschen Besatzung im Zweiten Weltkrieg hatte Kazimierz einen hohen jüdischen Bevölkerungsanteil.
Das heute bei Einheimischen und Touristen beliebte Ausgehviertel wird gegenwärtig saniert und besticht durch seinen alternativen Charme und seine Künstlerszene sowie die Erinnerung an seine jüdische Geschichte. Allerdings leben hier kaum noch Juden. Nur noch etwa 150 praktizierende, vor allem ältere Juden sind derzeit noch in Krakau ansässig. Zentrum des ehemaligen jüdischen Viertels war die Szeroka-Straße, an der drei Synagogen und das Gebäude der Großen Mikwe liegen. Heute kümmert sich das Jüdische Gemeindezentrum um die Pflege des jüdischen Lebens in Krakau, während sich die Stiftung Judaica – Zentrum für Jüdische Kultur für den Erhalt des jüdischen Kulturerbes und den polnisch-jüdischen Dialog einsetzt.
Synagogen in Kazimierz:
- Alte Synagoge
- Hohe Synagoge
- Isaak-Synagoge
- Kupa-Synagoge
- Popper-Synagoge
- Remuh-Synagoge (mit dem Alten Jüdischen Friedhof)
- Tempel-Synagoge

Die Remuh-Synagoge dient noch immer und die Kupa-Synagoge heute wieder sakralen Zwecken. Außer dem Alten Jüdischen Friedhof ist auch der jenseits des Bahndamms gelegene Neuen Jüdische Friedhof erhalten.
Reste des ehemaligen Ghettos Krakau, wie Teile der Mauer und die Ghetto-Apotheke (Adler-Apotheke von Tadeusz Pankiewicz, heute eine der Geschichte des Krakauer Ghettos gewidmete Abteilung des Museums Krakau), befinden sich im südlich der Weichsel gelegenen, angrenzenden Stadtteil Podgórze. Dort befindet sich auch die ehemalige Fabrik Oskar Schindlers. Seit Kriegsende wurden dort Radio- und Fernsehgeräte hergestellt.
Nach aufwändiger Renovierung wurde in dem Gebäude am 10. Juni 2010 das Museum Emaille-Fabrik von Oskar Schindler eröffnet. Es beherbergt eine multimediale Ausstellung zum Leben der Polen und Juden während der deutschen Besatzung. Die Ghettoaufnahmen im Kinofilm Schindlers Liste wurden aufgrund der dort vorhandenen historischen Bausubstanz zum größten Teil in Kazimierz gedreht.

### Museen

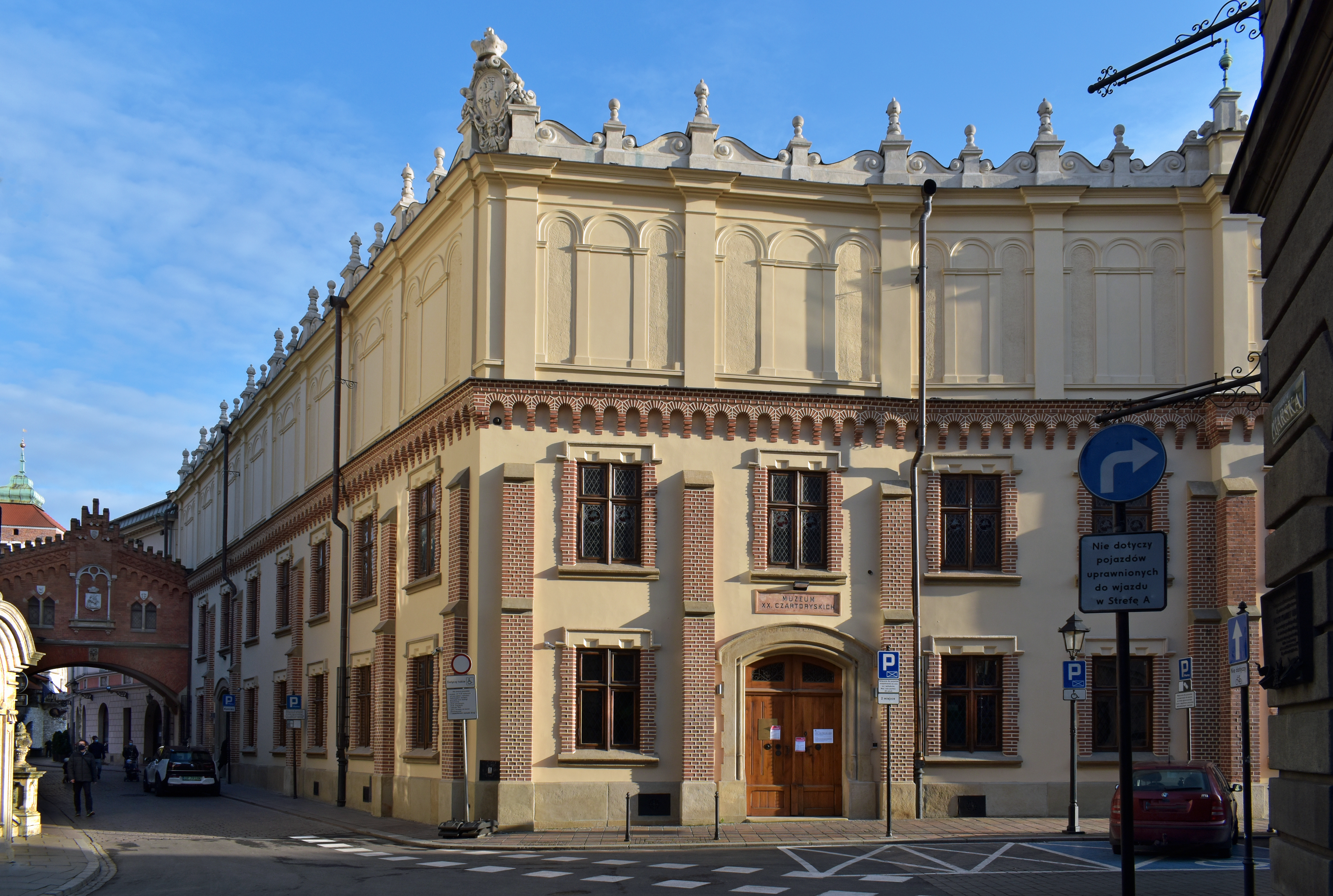
Czartoryski-Museum

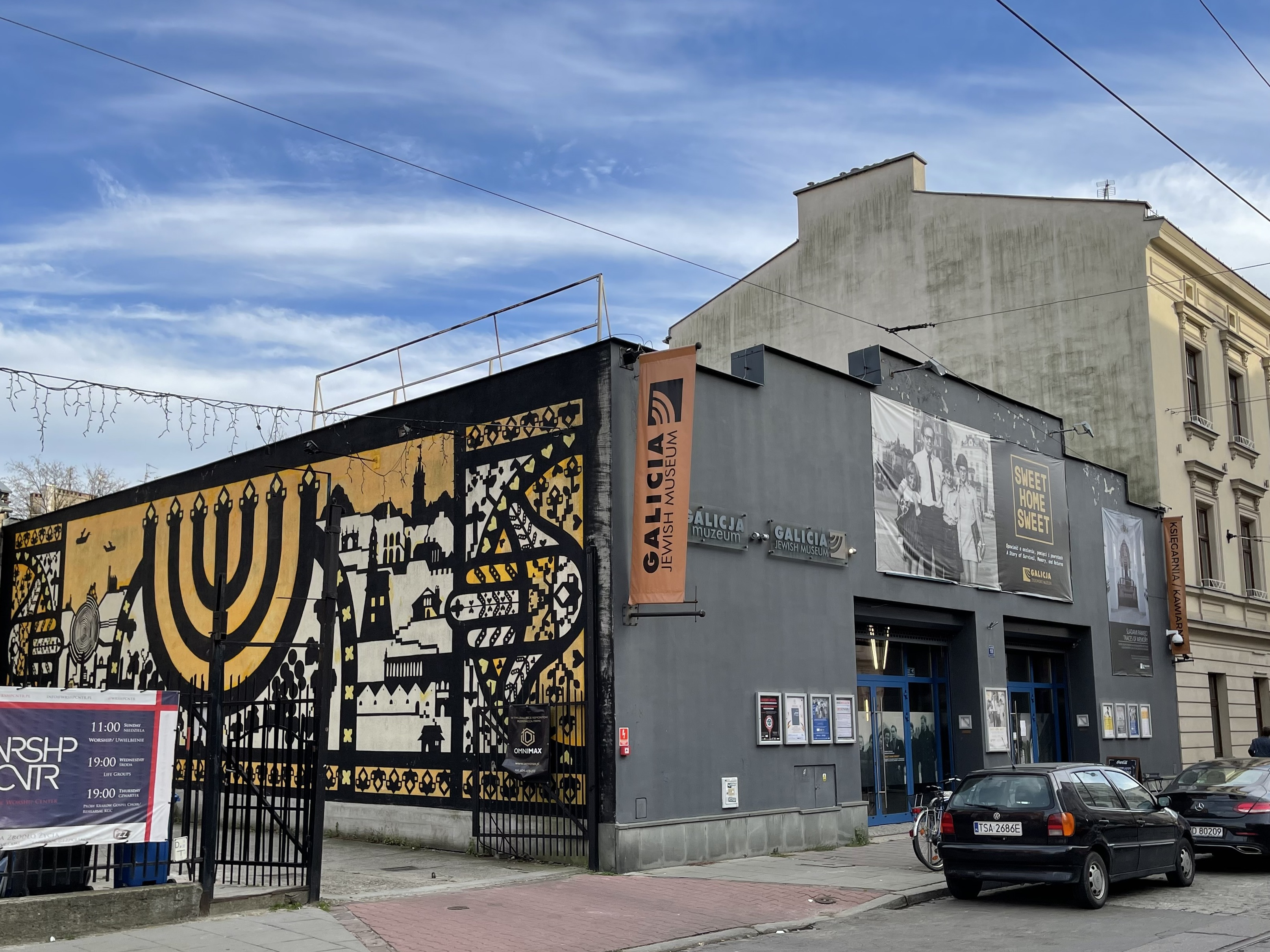
Jüdisches Museum Galicja in Kazimierz

Von den insgesamt 28 Museen seien hier erwähnt:
- Nationalmuseum, unterteilt in Abteilungen:
  - Hauptgebäude (polnische Kunst des 20. Jahrhunderts)
  - Kunstgalerie in den Tuchhallen (polnische Kunst des 19. Jahrhunderts)
  - Erasmus-Ciołek-Bischofspalast (polnische Kunst vom Mittelalter bis zum 18. Jahrhundert)
  - Czartoryski-Museum, u. a. mit Werken von Leonardo da Vinci und Rembrandt
  - Jan-Matejko-Haus
  - Józef-Mehoffer-Haus
  - Emmerich-Hutten-Czapski-Museum
  - Szołayski-Haus „Feliks Jasieński“ (polnische Kunst des Fin de Siècle)
  - Europäum (europäische Kunst vom 14. bis 18. Jahrhundert)
- Königsschloss auf dem Wawel – Staatliche Kunstsammlungen
- Museum Krakau (bis 2018: Historisches Museum der Stadt Krakau) mit Abteilungen, u. a.:
  - Palais Pod Krzysztofory (Hauptsitz)
  - Der unterirdische Hauptmarkt
  - Emaille-Fabrik von Oskar Schindler
  - Alte Synagoge
- Museum für Gegenwartskunst Krakau
- Kunstbunker (moderne Kunst)
- Polnisches Luftfahrtmuseum
- Zentrum für japanische Kunst und Technologie Manggha
- Galicia Jewish Museum
- Archäologisches Museum
- Pharmazeutisches Museum
- Völkerkundemuseum
- Erzdiözesianmuseum
- Museum für Stadtingenieurwesen
- Fotografiemuseum
- Museum der Heimatarmee

## Verkehr

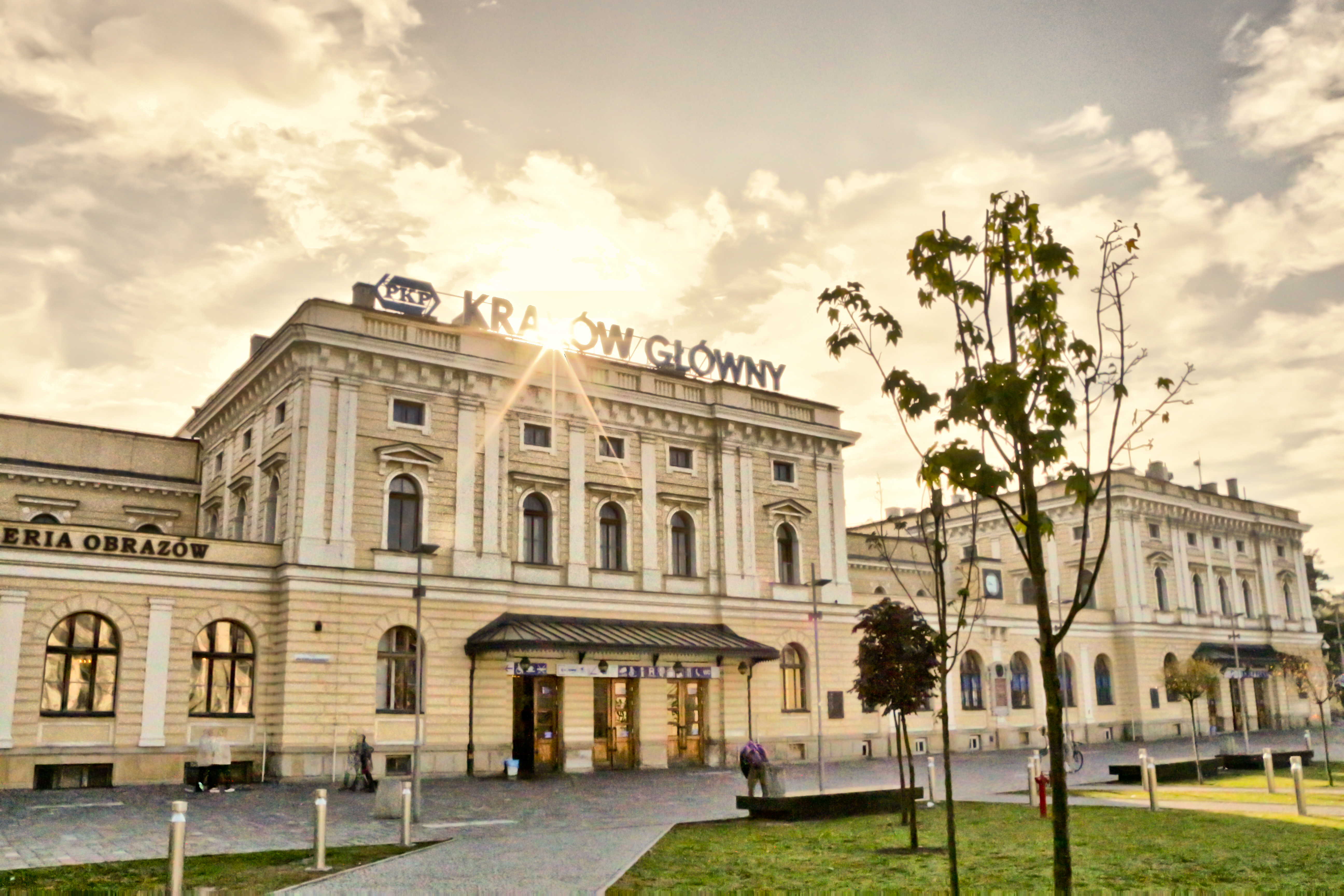
Ehemaliges Empfangsgebäude des Krakauer Hauptbahnhofs

### Straßenverkehr
Die Stadt ist über die Autobahn A4 mit dem oberschlesischen Industriegebiet und Westeuropa verbunden. Bis 2014 wurde die Autobahn bis zur ukrainischen Grenze fertiggestellt. Richtung Süden führt die Schnellstraße S7 und die Landesstraße 7 zum Wintersportort Zakopane.

### Schienenverkehr
Vom Krakauer Hauptbahnhof (Kraków Główny) gibt es direkte Bahnverbindungen nach Danzig über Warschau, nach Posen über Breslau, in die Ukraine über Przemyśl sowie nach Berlin, Prag, Budapest, Wien und Bratislava.

### Luftverkehr
Der Flughafen Johannes Paul II. Krakau-Balice in Balice ist der zweitgrößte Flughafen Polens mit Linienverbindungen u. a. nach Chicago, Frankfurt am Main, Wien und Berlin sowie Basel, Köln-Bonn, Düsseldorf, Dortmund, München, Hamburg und Stuttgart. Vom alten bis 1963 genutzten Flughafen Krakau-Rakowice-Czyżyny existiert nur noch ein Rest der Start- und Landebahn.

### Nahverkehr
Das Straßenbahn- und Autobusnetz ist dicht. Siehe dazu Straßenbahn Krakau.
Besonders die Außenbezirke verbindet die Straßenbahn mit dem Zentrum. Im Dezember 2008 wurde die erste Schnellstraßenbahn in Krakau in Betrieb genommen. Die gesamte Strecke der Krakauer Stadtbahn hat eine Länge von 14 km und verläuft teilweise in einem unterirdischen Tunnel. Daneben gibt es einen Linienbusverkehr ins Umland, aber auch internationale Verbindungen.
Das Straßenbahnsystem war ursprünglich in der seltenen Spurweite von 900 mm aufgebaut, ab etwa 1910 wurden Strecken abschnittsweise in Normalspur in Betrieb genommen.

### Schiffsverkehr
Die Weichsel wird für Ausflugsdampfer und in kleinem Maßstab für den Transport von Kies genutzt.

### Bike-Sharing
Im Herbst 2016 wurde das älteste Fahrradverleihsystem Polens modernisiert und hat nun unter dem Namen Wavelo über 1500 Fahrräder an 150 Verleihstationen.

## Sport
Krakau war einer der Austragungsorte der Volleyball-Weltmeisterschaft der Männer 2014 sowie der Handball-Europameisterschaft der Männer 2016 und Veranstalter der Europaspiele 2023. Außerdem war Krakau 2014 Sportstadt Europas. Seit 2002 wird jährlich der Krakau-Marathon ausgetragen.
Die Krakauer Fußballvereine Wisła Krakau und KS Cracovia zählen zu den ältesten Fußballvereinen Polens, die ihre Heimspiele im rund 33.000 Zuschauer fassenden Henryk-Reyman-Stadion bzw. im 15.114 Zuschauer fassenden Józef-Piłsudski-Cracovia-Stadion austragen. Cracovia wurde 1921 der erste polnischer Fußballmeister und gewann sechs Meisterschaften sowie einmal den Pokal, Wisła ist 13-facher polnischer Meister und viermaliger Pokalsieger. Mit dem Meister von 1931, Garbarnia Kraków, errang eine dritte Mannschaft aus der Stadt den Titel. Weitere überregional erfolgreiche Fußballvereine aus Krakau sind Hutnik Kraków (ehemals Hutnik Nowa Huta), Podgórze Kraków und Wawel Kraków.
Die Eishockeyabteilung von Cracovia ist zwölffacher polnischer Meister.

## Umgebung

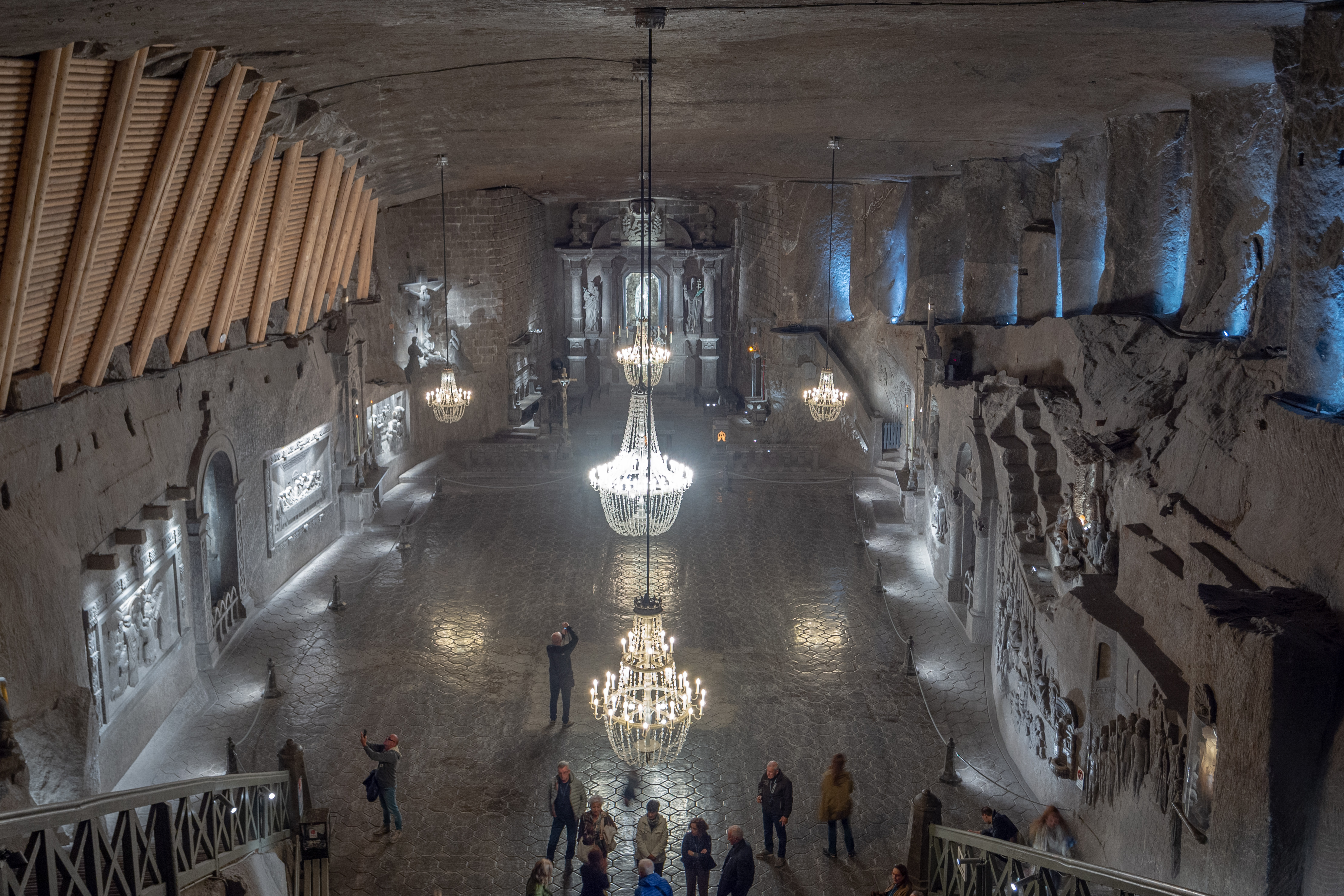
Salzbergwerk Wieliczka

- Wieliczka (ca. 20 km entfernt) mit Salzbergwerk Wieliczka und Salzgrafenschloss und Bochnia (ca. 40 km entfernt) mit Salzbergwerk Bochnia (zusammen UNESCO-Welterbe Königliche Salzbergwerke Wieliczka und Bochnia)
- Niepołomice (ca. 25 km entfernt) mit Königsschloss und Niepołomicer Wald
- Nationalpark Ojców (ca. 25 km entfernt) mit dem Schloss Pieskowa Skała
- Kalwaria Zebrzydowska mit Kalvarienberg und Bernhardinerkloster (UNESCO-Welterbe) und Lanckorona (ca. 30 km entfernt)
- Nationalpark Babia Góra (ca. 60 km entfernt)
- Nationalpark Gorce (ca. 60 km entfernt)
- Stauseen Jezioro Rożnowskie (ca. 65 km entfernt) und Jezioro Czorsztyńskie (ca. 75 km entfernt) mit Wassersportmöglichkeiten (Segeln)
- Nationalpark Pieninen (ca. 80 km entfernt)
- Oświęcim mit dem Staatlichen Museum Auschwitz-Birkenau (ca. 80 km entfernt, UNESCO-Welterbe)
- Zakopane und Tatra-Nationalpark (ca. 90 km entfernt)
- Oberschlesisches Industriegebiet mit zahlreichen bedeutenden Denkmälern der Industriekultur und Besucherbergwerken
- Holzkirchen im südlichen Kleinpolen (UNESCO-Welterbe)
- Krakau-Tschenstochauer Jura mit Krakauer Juratälern, Sportklettergebieten und Adlerhorst-Weitwanderweg von Krakau zum Wallfahrtsort Tschenstochau mit Paulinerkloster Jasna Góra
- Weichselradwanderweg (führt mitten durch Krakau, weitgehend durchgängig fertiggestellt auf der Strecke Wisła – Szczucin)

## Städtepartnerschaften

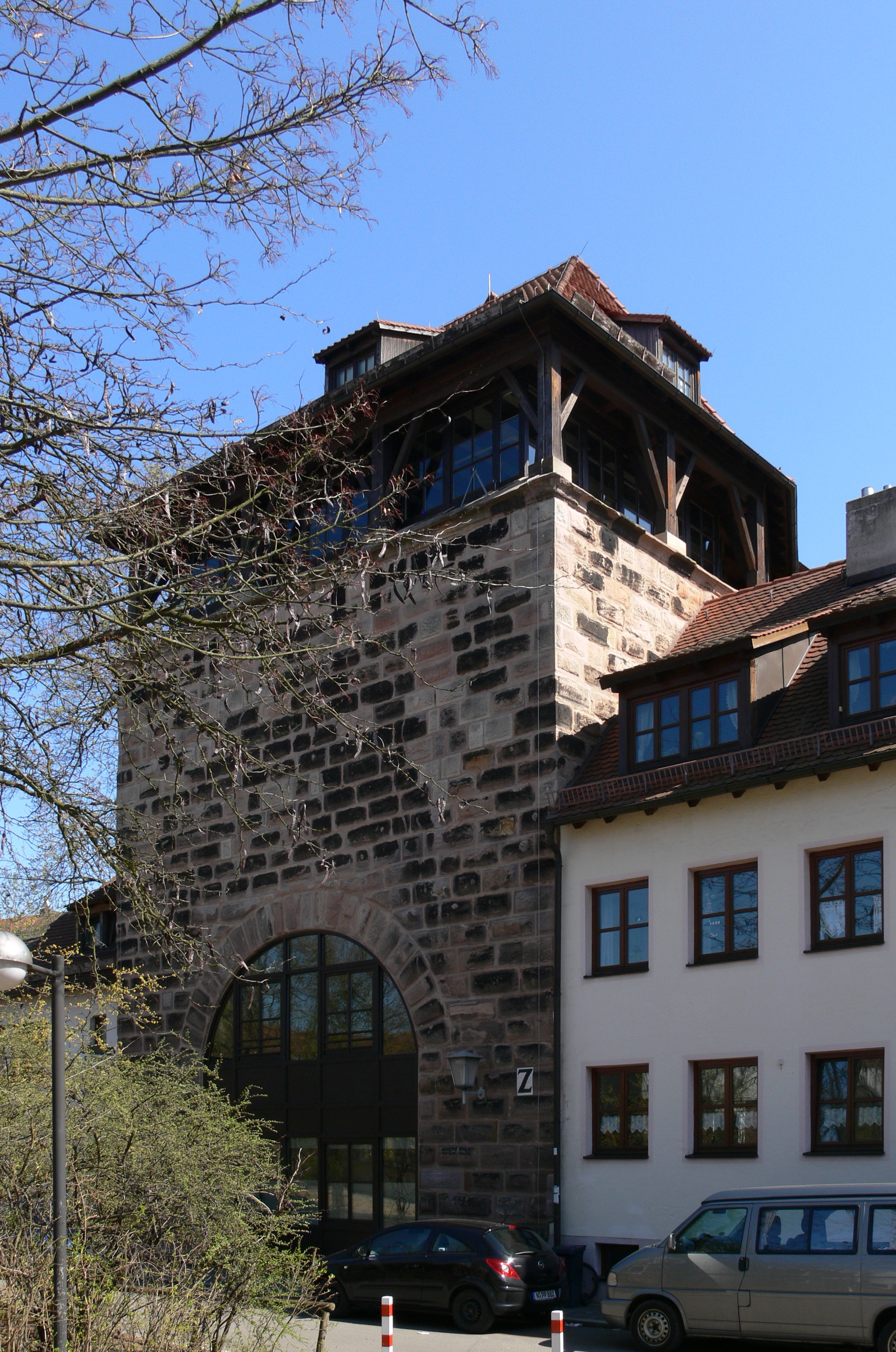
Das „Krakauer Haus“ in Nürnberg

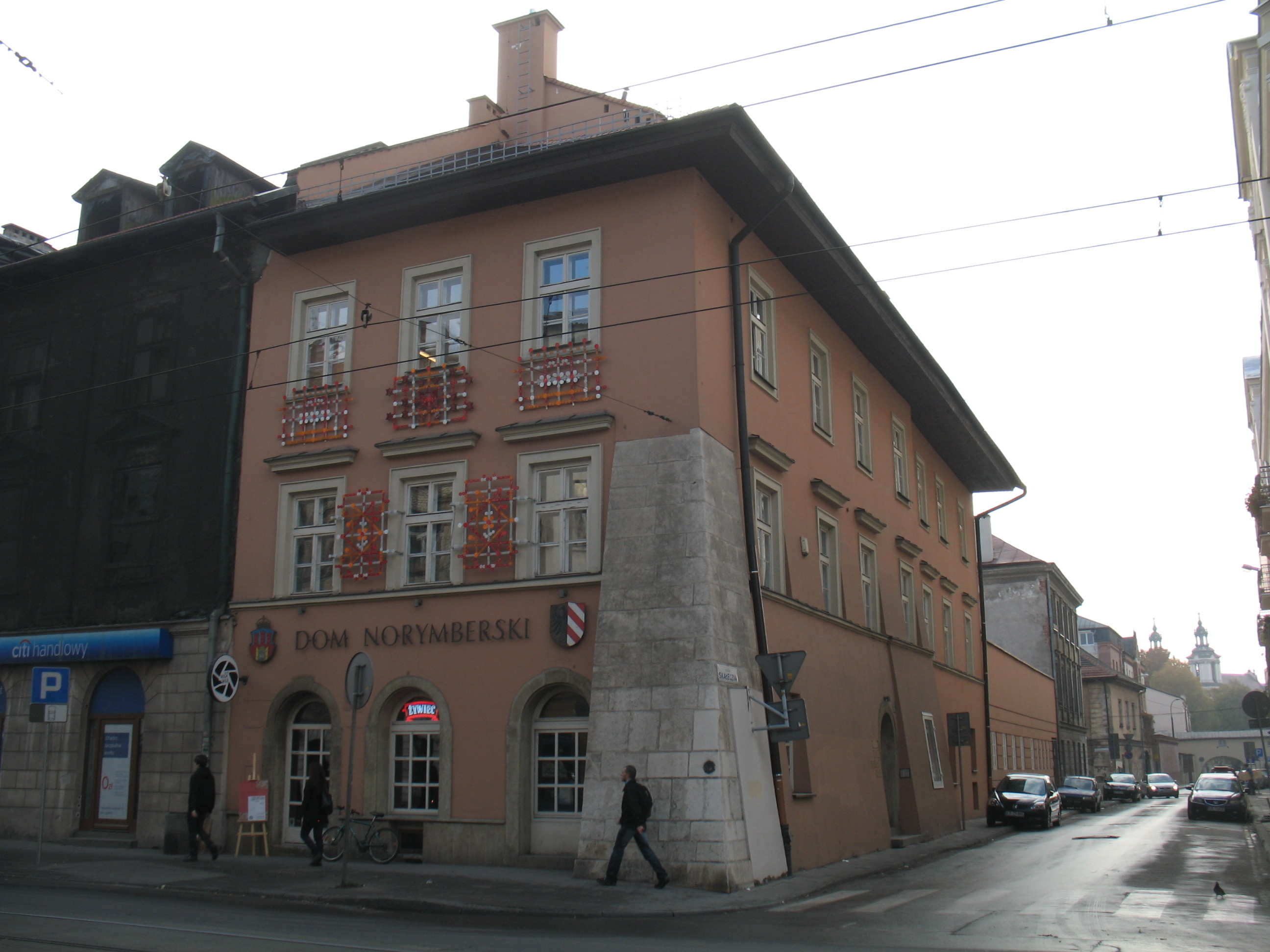
Das „Nürnberger Haus“ in Krakau

Krakau unterhält Partnerschaften mit einer großen Anzahl an Städten. Zusammen mit der Stadt Nürnberg erfolgte 1996, als Projekt mit Modellcharakter, die Einrichtung zweier Partnerhäuser in der jeweils anderen Stadt, die dort als Kulturzentren und Austauschsort fungieren. Das Krakauer Haus in Nürnberg stellt hierbei die einzige Einrichtung Krakaus außerhalb Polens dar. Das Nürnberger Haus in Krakau befindet sich im historischen Stadtteil Kazimierz.
Krakau listet insgesamt folgende Partnerstädte auf:
| Stadt             | Land                               | seit                | Typ                                |
| ----------------- | ---------------------------------- | ------------------- | ---------------------------------- |
| Bordeaux          | Nouvelle-Aquitaine, Frankreich     | 1993                | Städtepartnerschaft (Partnerskie)  |
| Bratislava        | Slowakei                           | 1974                | Städtepartnerschaft (Partnerskie)  |
| Budapest          | Közép-Magyarország, Ungarn         | 2005                | Partnerstadt (Bliźniacze)          |
| Curitiba          | Paraná, Brasilien                  | 1993                | Ehrenpartner (Honorowe Bliźniacze) |
| Cusco             | Peru                               | 1988                | Städtepartnerschaft (Partnerskie)  |
| Edinburgh         | Schottland, Vereinigtes Königreich | 1995                | Städtepartnerschaft (Partnerskie)  |
| Fès               | Fès-Meknès, Marokko                | 1985                | Städtepartnerschaft (Partnerskie)  |
| Florenz           | Toskana, Italien                   | 1985                | Städtepartnerschaft (Partnerskie)  |
| Frankfurt am Main | Hessen, Deutschland                | 1991                | Städtepartnerschaft (Partnerskie)  |
| Göteborg          | Götaland, Schweden                 | 1988                | Städtepartnerschaft (Partnerskie)  |
| Innsbruck         | Tirol, Österreich                  | 1998                | Städtepartnerschaft (Partnerskie)  |
| Kiew              | Ukraine                            | 1976                | Partnerstadt (Bliźniacze)          |
| Kyōto             | Kinki, Japan                       | 2024                | Ehrenpartner (Honorowe Bliźniacze) |
| La Serena         | Coquimbo, Chile                    | 1995                | Ehrenpartner (Honorowe Bliźniacze) |
| Leipzig           | Sachsen, Deutschland               | 1973, erneuert 1995 | Städtepartnerschaft (Partnerskie)  |
| Lemberg           | Ukraine                            | 1995                | Städtepartnerschaft (Partnerskie)  |
| Löwen             | Vlaanderen, Belgien                | 1991                | Partnerstadt (Bliźniacze)          |
| Mailand           | Lombardei, Italien                 | 2001                | Partnerstadt (Bliźniacze)          |
| Nürnberg          | Bayern, Deutschland                | 1979                | Partnerstadt (Bliźniacze)          |
| Orléans           | Centre-Val de Loire, Frankreich    | 1992                | Städtepartnerschaft (Partnerskie)  |
| Pécs              | Dél-Dunántúl, Ungarn               | 1987                | Städtepartnerschaft (Partnerskie)  |
| Quito             | Pichincha, Ecuador                 | 2004                | Ehrenpartner (Honorowe Bliźniacze) |
| Rochester         | New York, Vereinigte Staaten       | 1973                | Städtepartnerschaft (Partnerskie)  |
| Rom               | Latium, Italien                    | 2009                | Städtepartnerschaft (Partnerskie)  |
| San Francisco     | Kalifornien, Vereinigte Staaten    | 2009                | Städtepartnerschaft (Partnerskie)  |
| Sevilla           | Andalusien, Spanien                | 2002                | Kooperation                        |
| Solothurn         | Schweiz                            | 1990                | Städtepartnerschaft (Partnerskie)  |
| Tiflis            | Georgien                           | 2009                | Städtepartnerschaft (Partnerskie)  |
| Vilnius           | Litauen                            | 1991                | Städtepartnerschaft (Partnerskie)  |
| Zagreb            | Kroatien                           | 1975                | Kooperation                        |